# Manuel del Busto
Manuel del Busto y Delgado (Pinar del Río, 23 de mayo de 1874-Gijón, 20 de noviembre de 1948) fue un arquitecto español.

## Biografía

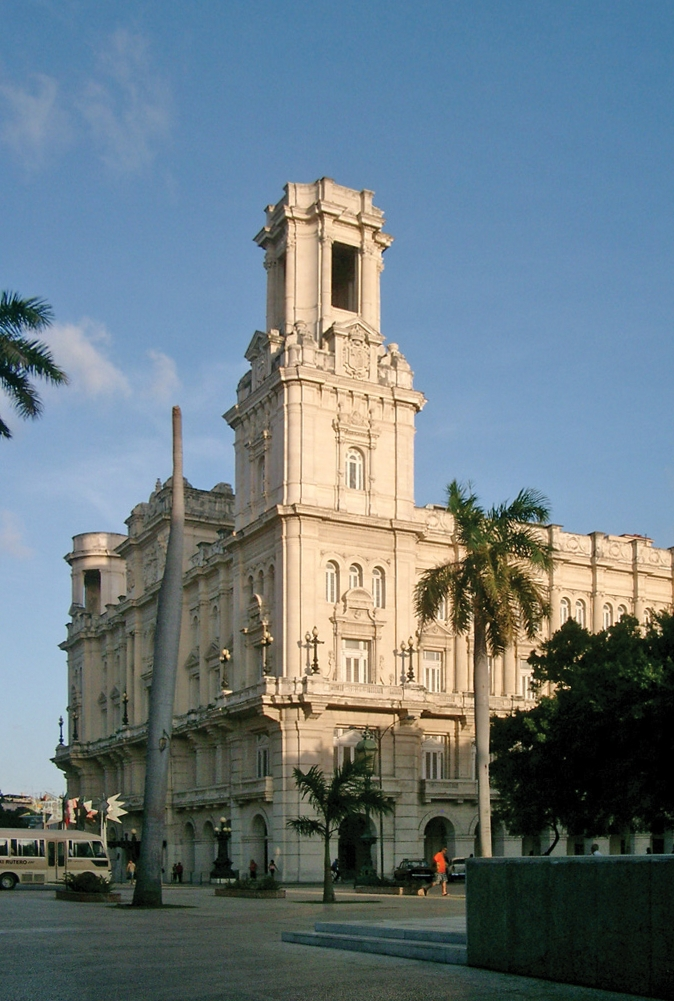
Centro Asturiano de La Habana

Nacido en Cuba descendiente de avilesinos, a los dos años de edad la familia regresa a Asturias. Estudió bachillerato en un colegio jesuita de Carrión de los Condes, en la provincia de Palencia. Cursó arquitectura en la Escuela Superior de Arquitectura de Madrid y se graduó el ocho de junio de 1898, con veinticuatro años. Coincidió en esta etapa con Miguel García de la Cruz, que contaba con su misma edad y desarrollarían algunos proyectos juntos. Tras conseguir la licencia de arquitecto en julio de 1898, su obra se inició en las corrientes eclécticas y el modernismo, como demuestra su ópera prima el Teatro Palacio Valdés, de 1900.
En 1902 se traslada de Avilés a Gijón, ciudad donde vivirá gran parte de su vida y donde hará muchas de sus obras. Se casaría con la avilesina Elisa González, con la que tendría dos hijos: Juan Manuel, arquitecto, y Antonio, odontólogo.
Fue arquitecto municipal de León en 1899, cargo del cual desistió por inactividad. Más tarde fue arquitecto municipal de Avilés entre 1902 y 1905, de Langreo en el periodo 1904-1908 y a partir de 1911 de Luarca. Fue arquitecto diocesano de Oviedo y del Ministerio de Instrucción Pública. Participaría en varios concursos de arquitectura en toda España, ganando premios y reconocimientos, incluso la orden de Carlos III.
En 1924 viajó de Gijón a La Habana para dirigir las obras del palacio del Centro Asturiano de La Habana, en su vuelta, en 1927, llevaría a Asturias estilos y formas del art decó estadounidense. Durante los años 1930 viajaría a grandes capitales europeas, aumentando su repertorio de estilos.
Su hijo Juan Manuel del Busto González fue también un conocido arquitecto. A partir de 1931, casi todas las obras son producto de la colaboración de padre e hijo. Junto a él fundaría en julio de 1931 el Colegio de Arquitectos de Asturias, Galicia y León, precursor del Colegio de Arquitectos de Galicia (1973), el Colegio de Arquitectos de Asturias (1981) y el Colegio de Arquitectos de León (1981).
Falleció en Gijón en noviembre de 1948, tras haber celebrado en julio un acto de celebración por sus 50 años de carrera.

## Obras destacadas

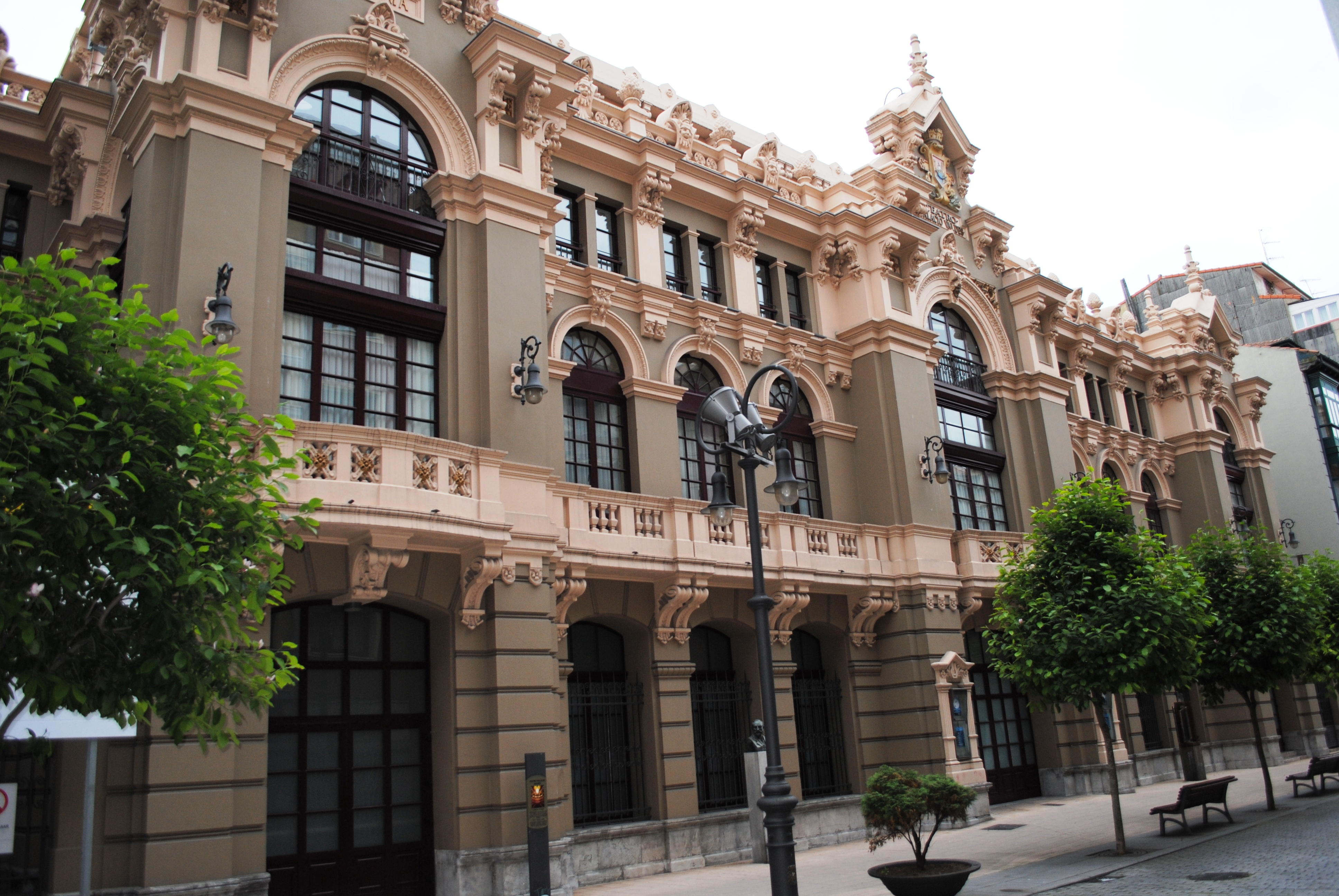
Teatro Armando Palacio Valdés en Avilés

La gran cantidad de obras de Del Busto se pueden dividir en cuatro etapas, según el movimiento artístico predilecto o según el contexto biográfico: Rosa Faes contabilizó un total de 212 proyectos firmados por Manuel del Busto entre 1898 y 1948, la mayoría junto a su hijo Juan Manuel a partir de 1931. La obra se concentró principalmente en Gijón, seguida por Oviedo, Avilés y varias localidades asturianas, como Luarca, donde fue arquitecto municipal. Solo hay dos edificios realizados fuera de Asturias, uno en Zaragoza y otro en La Habana.
Todas las obras son en Gijón salvo que se indique lo contrario.

### Primera etapa (1898-1923)
En esta etapa convive un estilo ecléctico que fue evolucionando a unas líneas modernistas y en menor medida regionalista.
- Teatro Armando Palacio Valdés (Avilés, 1900-1920)
- Casa Mori (Luanco, 1902)Casa Mori (Luanco, 1902)

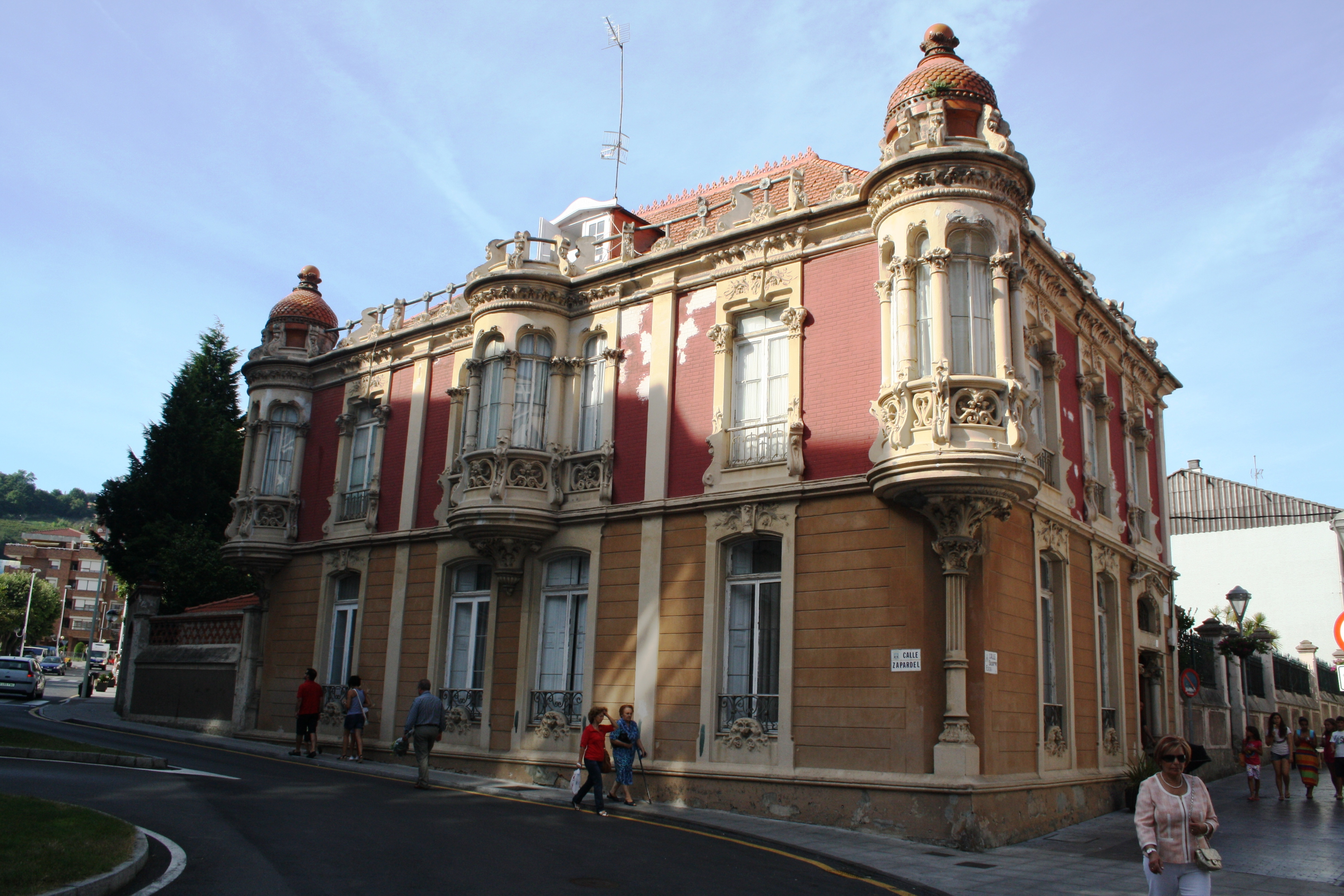
Casa Mori (Luanco, 1902)

- Calle Eladio Carreño, 2 con Marqués de Casa Valdés (1902)
- Edificio "El Cafetón" (1903), plaza de San Miguel
- Almacenes Ciudad de Londres (1903), plaza de San Miguel
- Edificio Varsovia (1903), calle Cabrales, 18
- Casa Tomás Álvarez (Sama) 1905
- Villa Amada (Cancienes, 1905)
- Hotel de Ingenieros (La Felguera, 1904-1906)
- Casa para Manuel Ortiz (Sama, 1906)
- Chalet Ladislao Menéndez, Plaza Europa (1907)
- Calle Corrida, 38 (1907)
- Calle San Bernardo, 55 (1907)
- Casa Ricardo Cangas (Calle Principado, 5, Oviedo, 1908)
- La Javariega (Poo de Llanes, 1910)

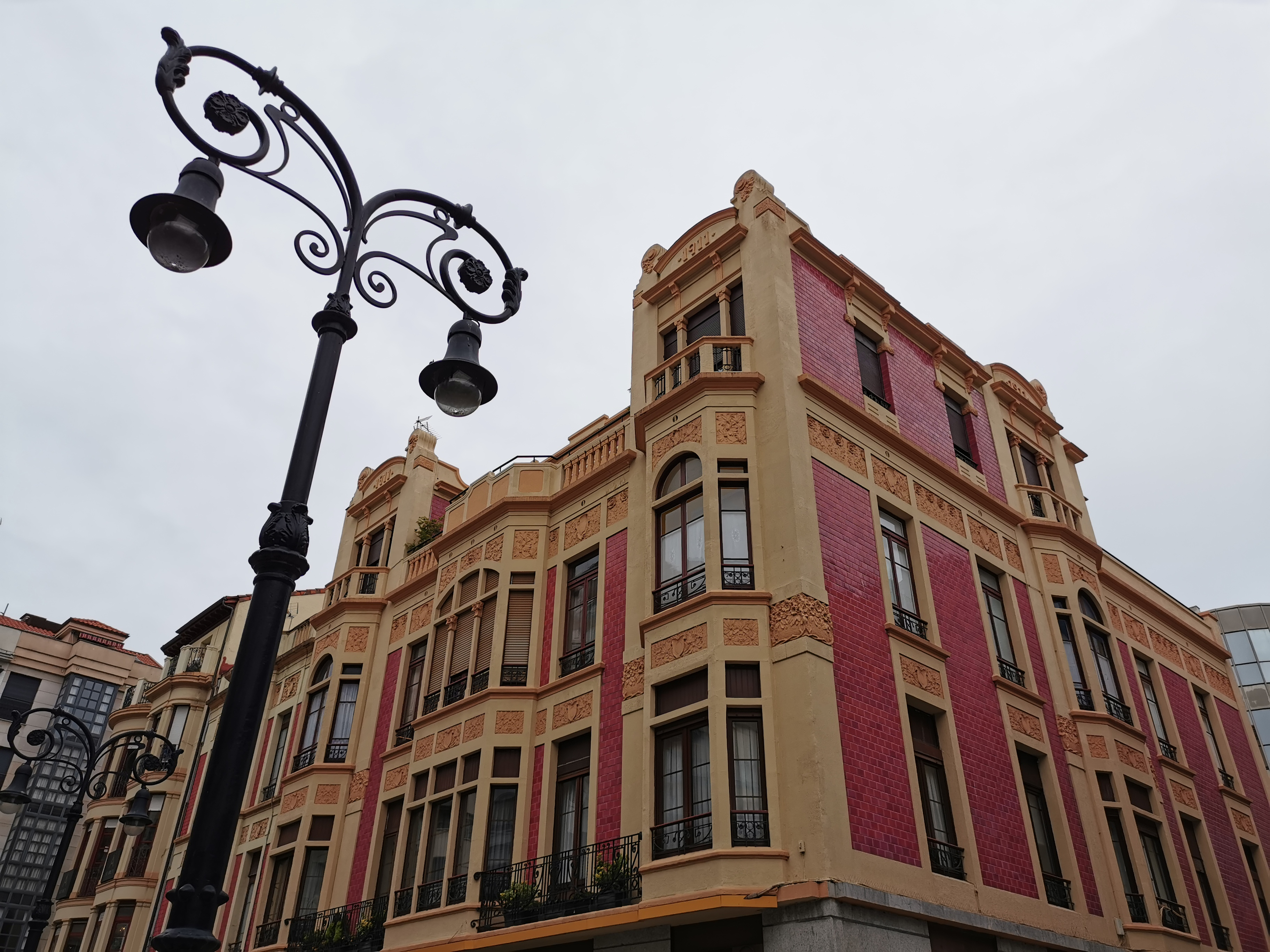
Paseo de Begoña, 5 (1911)

- Paseo de Begoña, 5 (1911)Paseo de Begoña, 5 con calle Casimiro Velasco (1911)
- Calle de los Moros, 13 (1911)
- Edificio del Banco Herrero (Oviedo, 1911)
- Banca Trelles (Luarca, 1911)Ayuntamiento de Luarca (Valdés, 1913)
- Ayuntamiento de Luarca (1912)
- Villa Excélsior (Luarca, 1912)

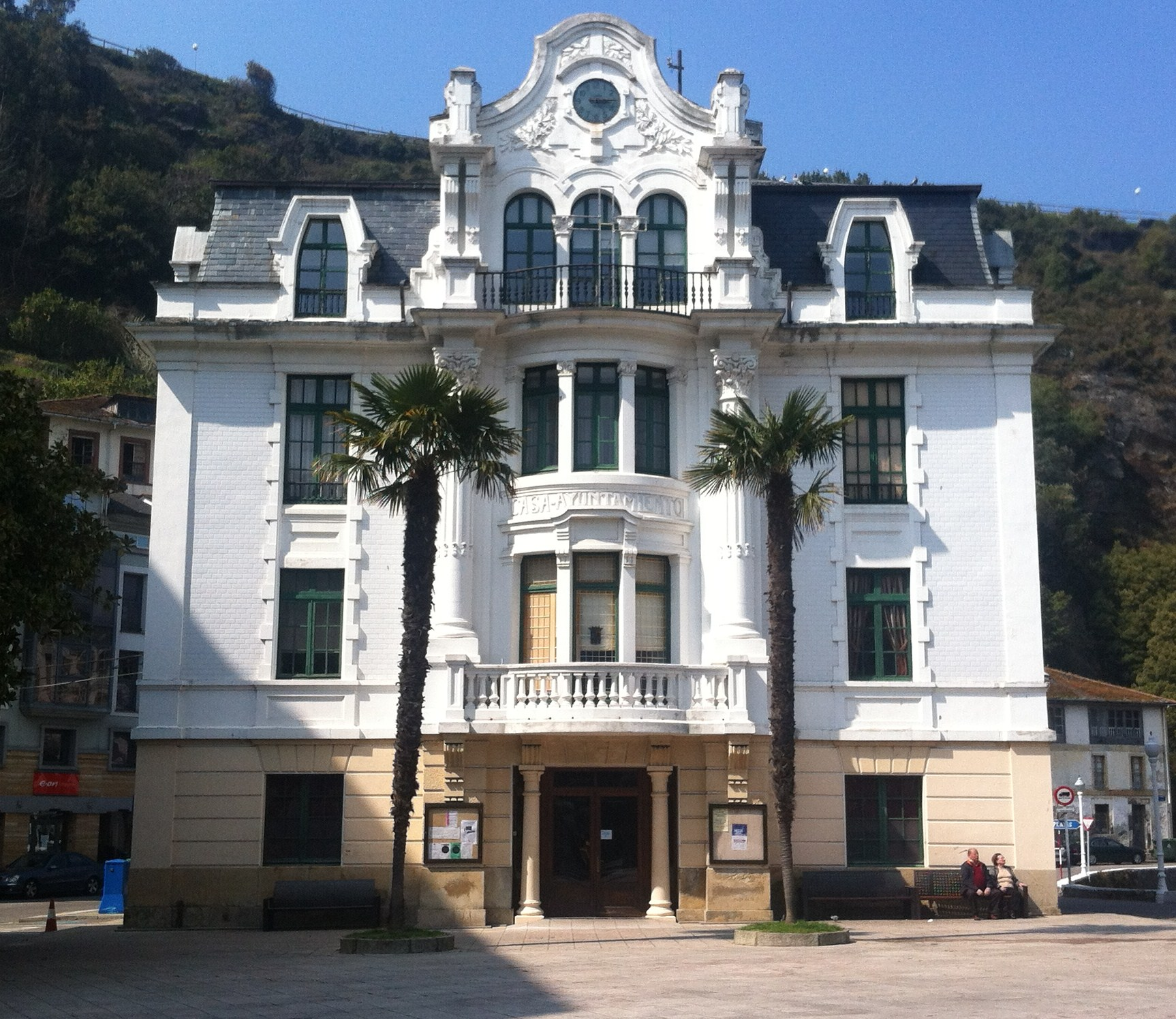
Ayuntamiento de Luarca (Valdés, 1913)

- Círculo Liceo o Casino de Luarca (Luarca, 1912)
- Casa de La Torre (Somao, 1912)
- Calle León, 2 con calle de los Moros y calle Munuza (1913)
- Antigua sede del Banco de Aragón (Zaragoza, 1913)
- Calle del Instituto, 7 con calle Jovellanos (1913)
- Teatro Robledo, calle Corrida (1915)
- Escuela Superior de Comercio (1915)
- Villa García-Sol (1916-1918), conocida posteriormente como Solavieya, Granda (Gijón)[12]
- Calle san Bernardo, 23 (1916)
- Calle Capitán Alonso Nart, 17 (Sama 1917)
- Edificio Librería Central, calle San Bernardo, 31 (1919)
- Palacio La Riega (Somió, 1919)
- Hospital de Caridad (Avilés, 1920-1927)
- Reforma del Banco Gijonés de Crédito (Calle Corrida, 1920)
- Hotel Palacete Real (1922), Piloña, Asturias
- Edificio de La Mutua (calle Marqués de San Esteban con calle Felipe Menéndez, 1923)
- Palacio Real para el Príncipe de Asturias (1923), playa de San Lorenzo, Gijón (No realizado)

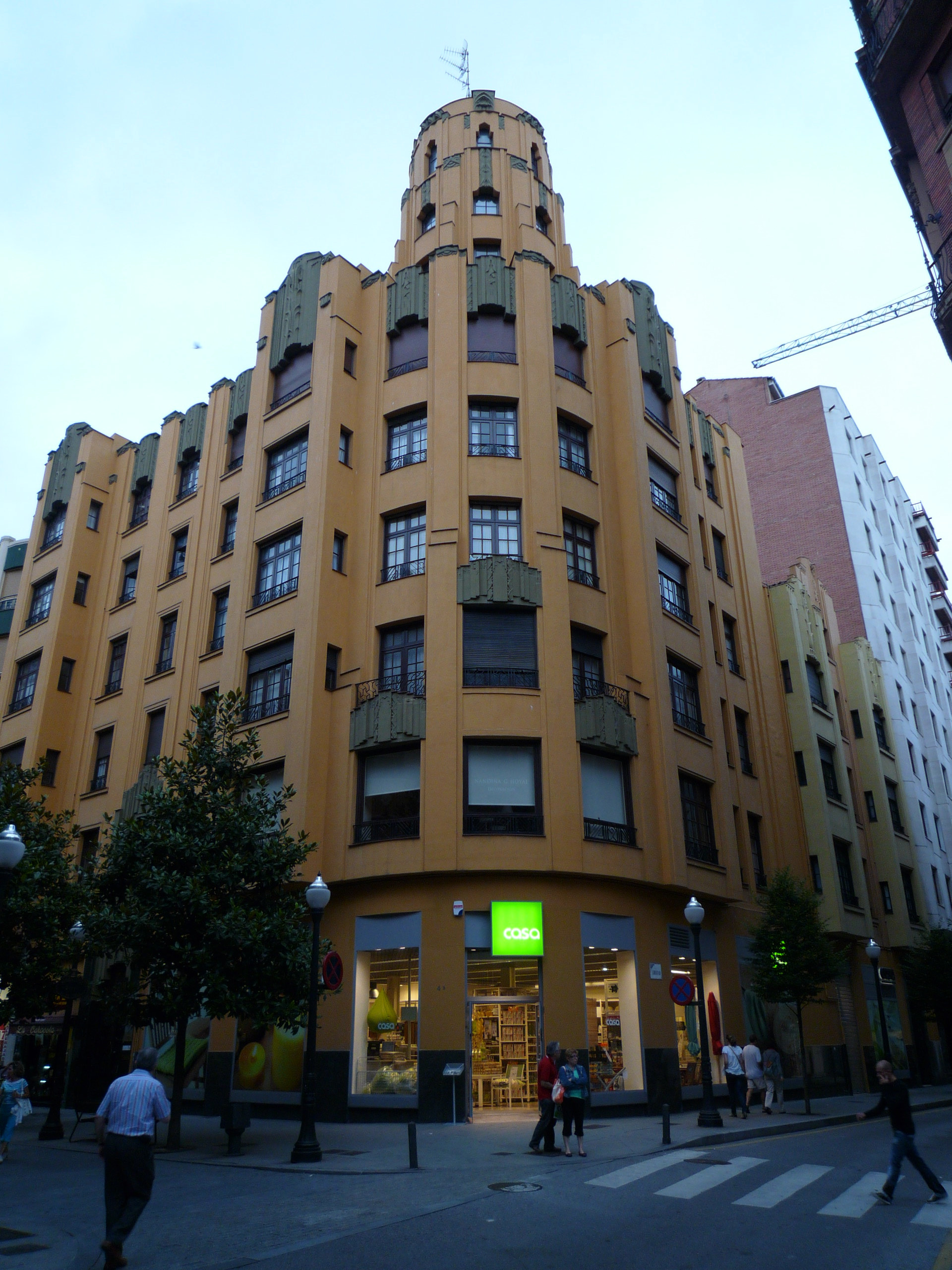
Calle Asturias, 4 fue, en su momento, el edificio residencial más alto de Gijón con sus 8 plantas

### Etapa cubana (1924-1927)
En Cuba desarrollaría el Centro Asturiano de La Habana, su mayor obra.
- Centro Asturiano de La Habana (La Habana, 1924-1927)

### Etapa art-decó y racionalista (1928-1939)
En su estancia en Cuba viajó por Estados Unidos, familiarizándose con las formas y planteamientos del art-decó y el racionalismo. Tras su vuelta en 1927 introdujo en la arquitectura asturiana estas líneas. Además, en 1931 su hijo Juan Manuel, con una educación e ideas más modernas, participa activamente en este brusco cambio de estilos, con unas líneas más funcionales e innovadoras. El número de obras aumentaría considerablemente..
- Edificios en la plaza de San MiguelCasa El Zanco ( Boal, 1925)
- Calle Asturias, 4 (1929)

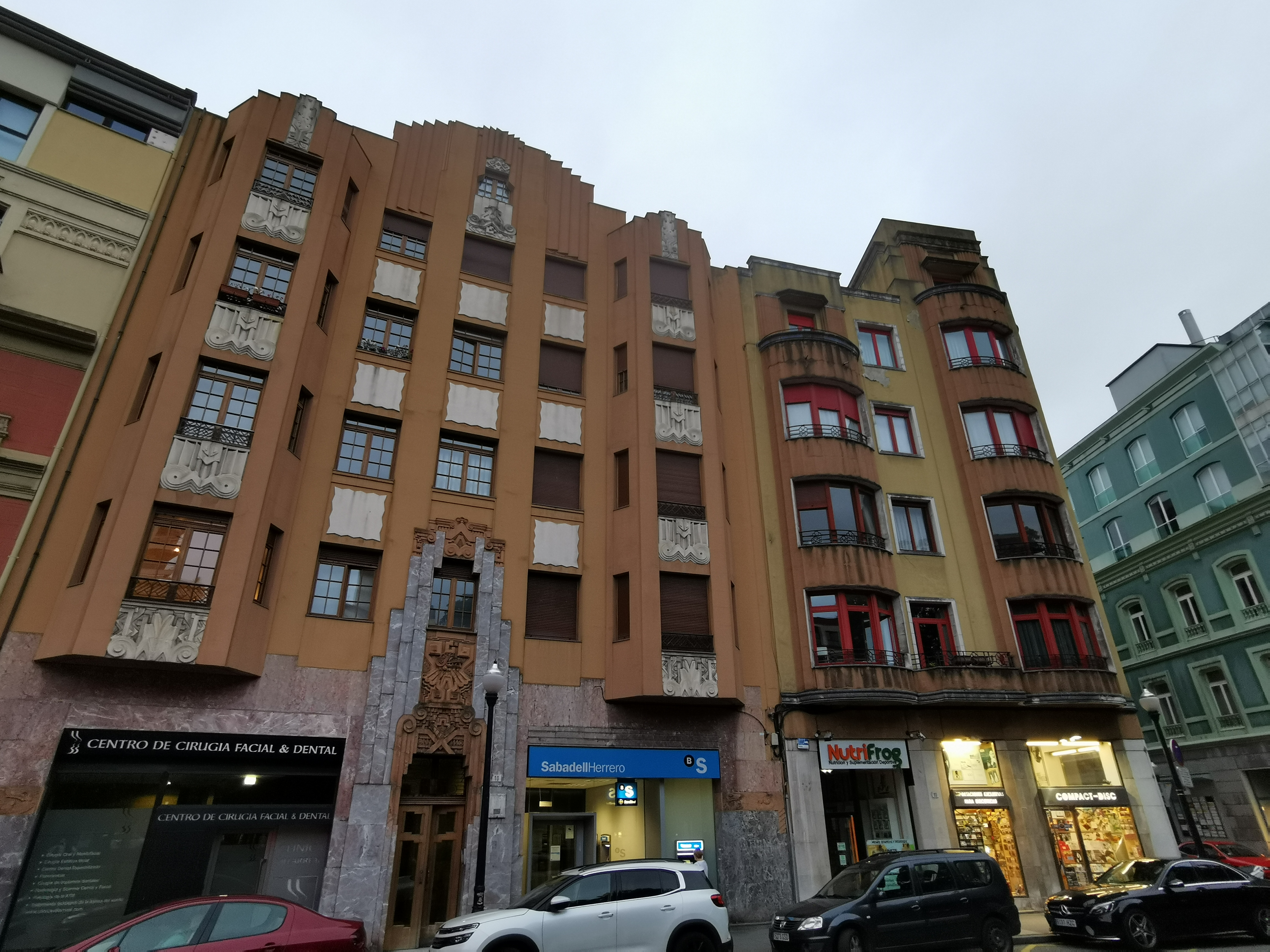
Edificios en la plaza de San Miguel

- Casa Blanca (calle Uría, Oviedo, 1929-1932)
- Calle Asturias, 4 (1929-1932)
- Teatro Virginia (Sotrondio, 1930)
- Calle Cabrales, 65 (1930)
- Calle Celestino Junquera, 1 con plaza de San Miguel (1930)
- Plaza de San Miguel, 10 (1931)
- Plaza del Seis de Agosto, 5, (1931)
- Estación de ALSA, 1939El Môderne Hotel (1931)
- Casa Roja (Oviedo, 1931)
- Interior del Café Dindurra (1931)[14]

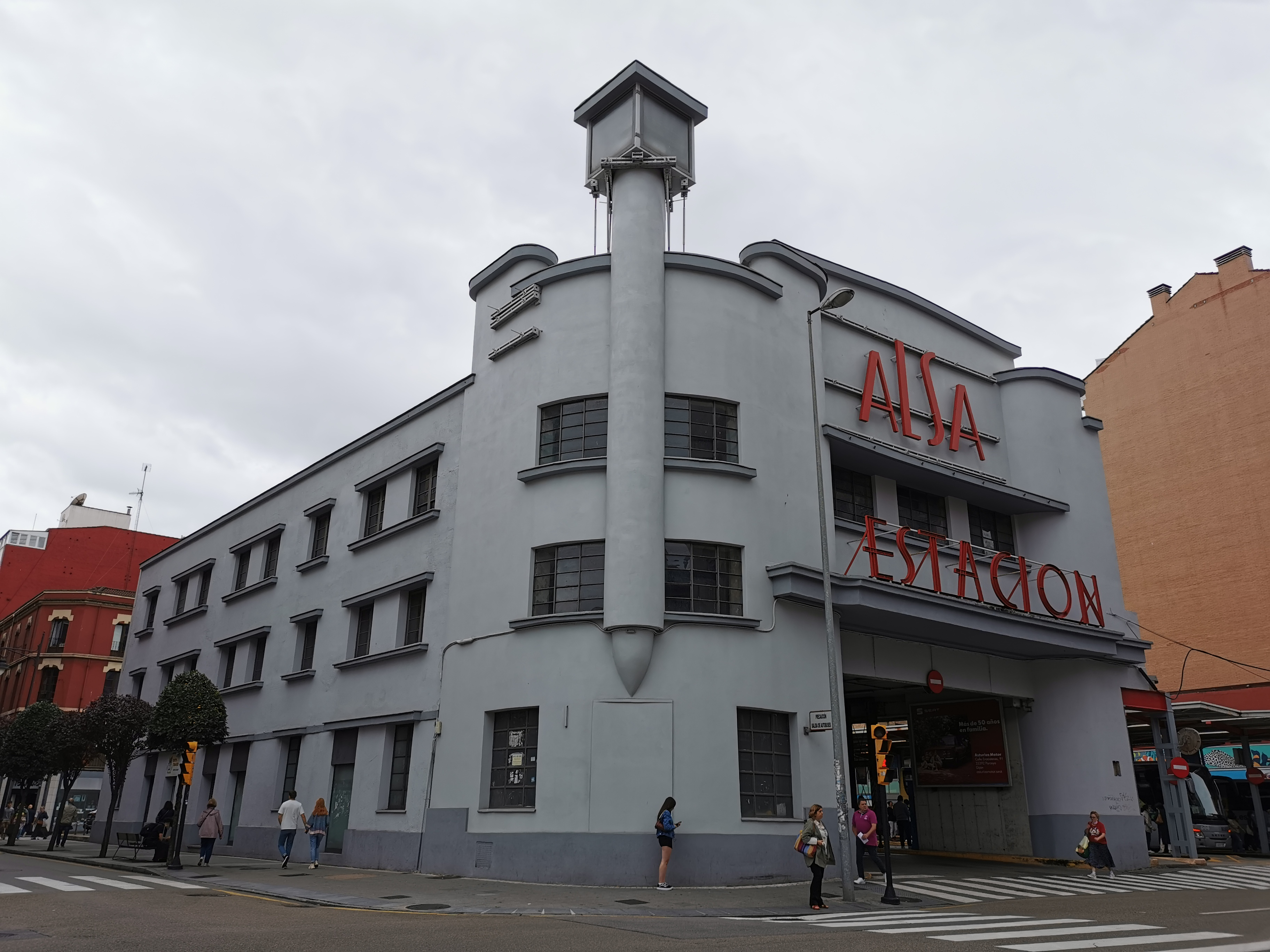
Estación de ALSA, 1939

- Residencia El Carmen  (Avenida de Pablo Iglesias, 52, 1932)[15]
- Colonia de chalets racionalistas en El Bibio (actualmente Las Mestas, 1932-1936)[16]
- Cine Natahoyo (1932)
- Cine Roxi (1932)
- Cámara Oficial de la Propiedad ( calle Cabrales, 39, 1932)
- Sucursal del Banco de Gijón (Luanco, 1933)
- Cine Astur (Posteriormente Avenida) (1934)
- Calle Libertad, 22 (1934)
- Cine Santa Cruz ( Oviedo, 1934)
- Casa Blanca (Plaza del Instituto, 10, 1934)
- Calle Asturias 12-14, (1936)
- Calle Jovellanos, 10 con calle los Moros (1939)
- Estación de Autobuses ALSA (1939)

### Última etapa (1939-1948)

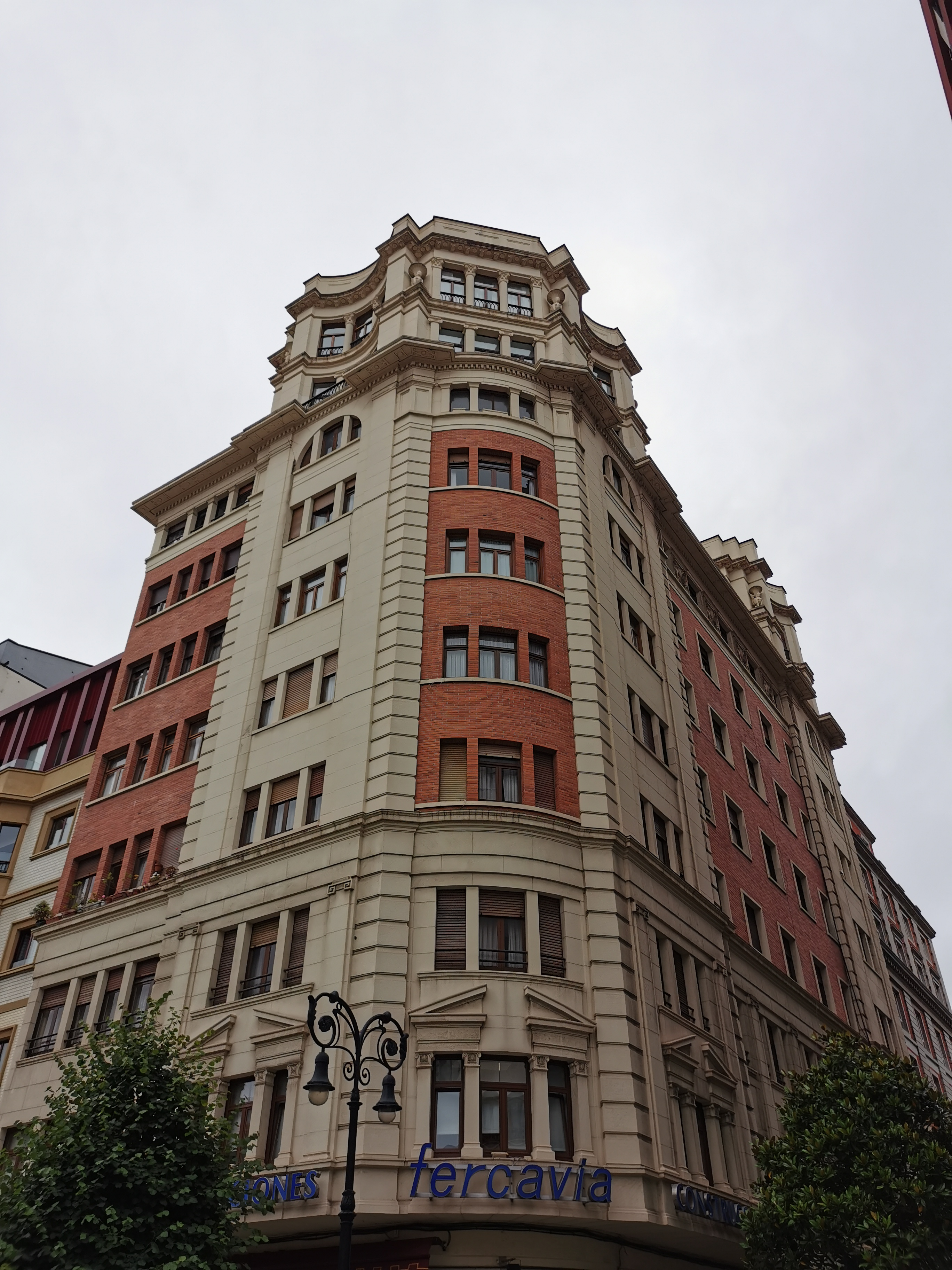
Edificio Fercavia, paseo de Begoña, Gijón, 1947

Tras la Guerra Civil el nuevo régimen propone un nuevo estilo, la arquitectura de la autarquía, que el estudio de los Del Busto supo asumir. Sin embargo, las trazas del racionalismo seguirían existiendo, especialmente en los edificios más humildes y funcionales y en la planta, debido a una nueva formulación sobre como se distribuían las habitaciones en la vivienda.
- Edificios art decó de la plaza del Carmen (1940)
- Calle Covadonga con calle Padilla, 9 (1940)
- Avenida la Costa, 22 (1940)
- Cine Bravo (Cudillero, 1941)
- Calle Covadonga, 32 con paseo de Begoña (1941)
- Edificio calle Asturias, 2 (1942)
- Calle Marqués de San Esteban, 14 (1942)
- Teatro Arango y Sala Albéniz (1946)
- Edificio Fercavia, paseo de Begoña (1947)
- Capilla del Colegio de La Asunción (1948)

## Reconocimientos

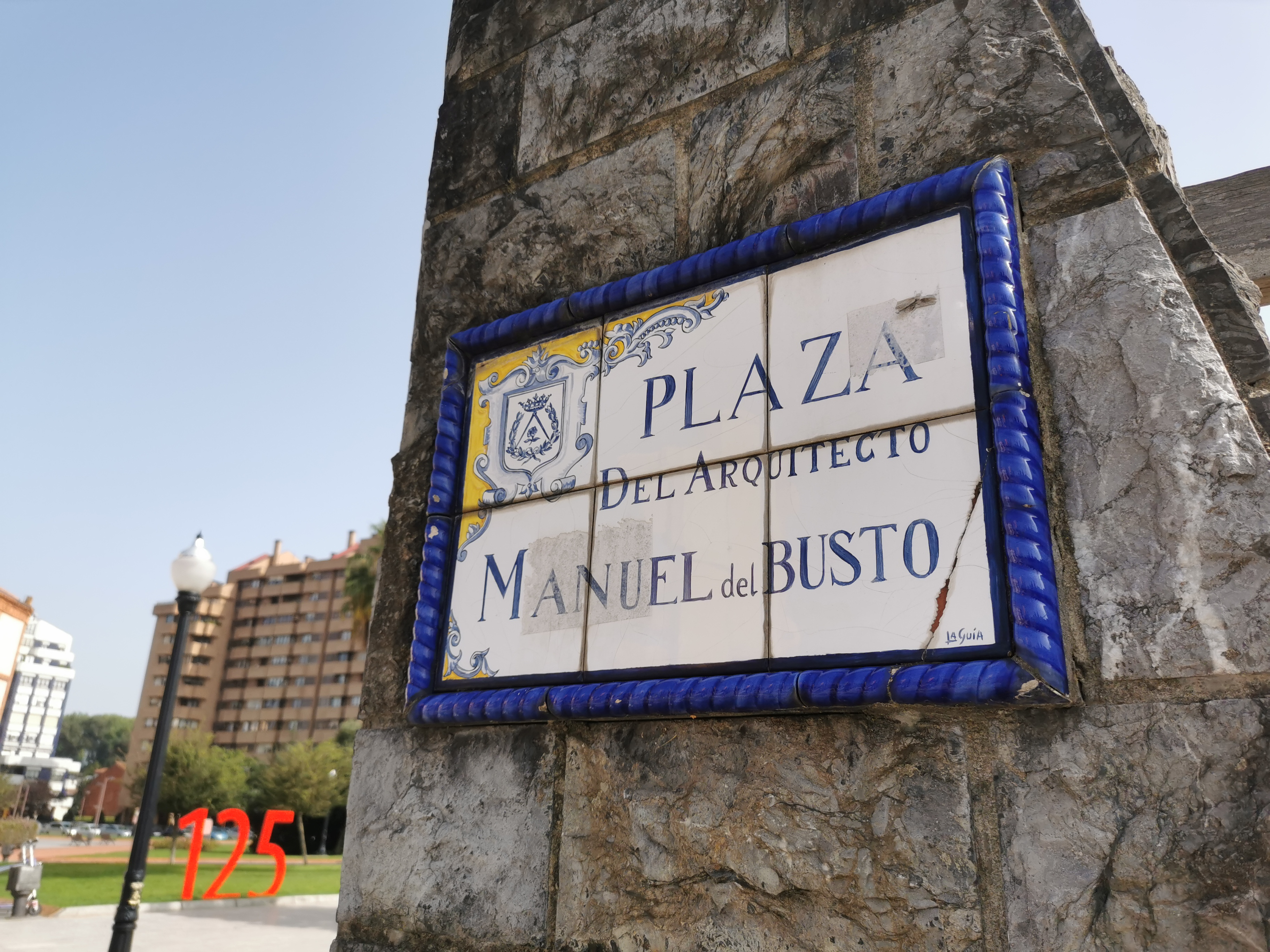
Placa en su honor

- Placa en su honorDesde 1952 su profesión y nombre denominan una plaza en frente de la plaza de toros, en el barrio de El Bibio, Gijón.[18]
- En la nota de prensa en el diario El Comercio que informa sobre su muerte se menciona que era Caballero de la Orden de Carlos III.[6]

## Galería complementaria

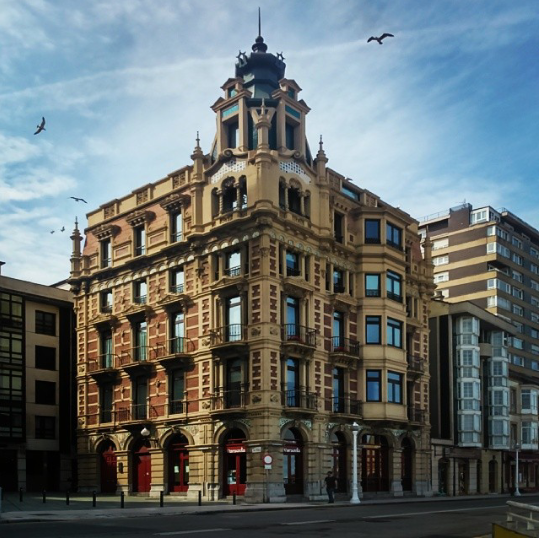
Edificio Varsovia (Gijón, 1903)
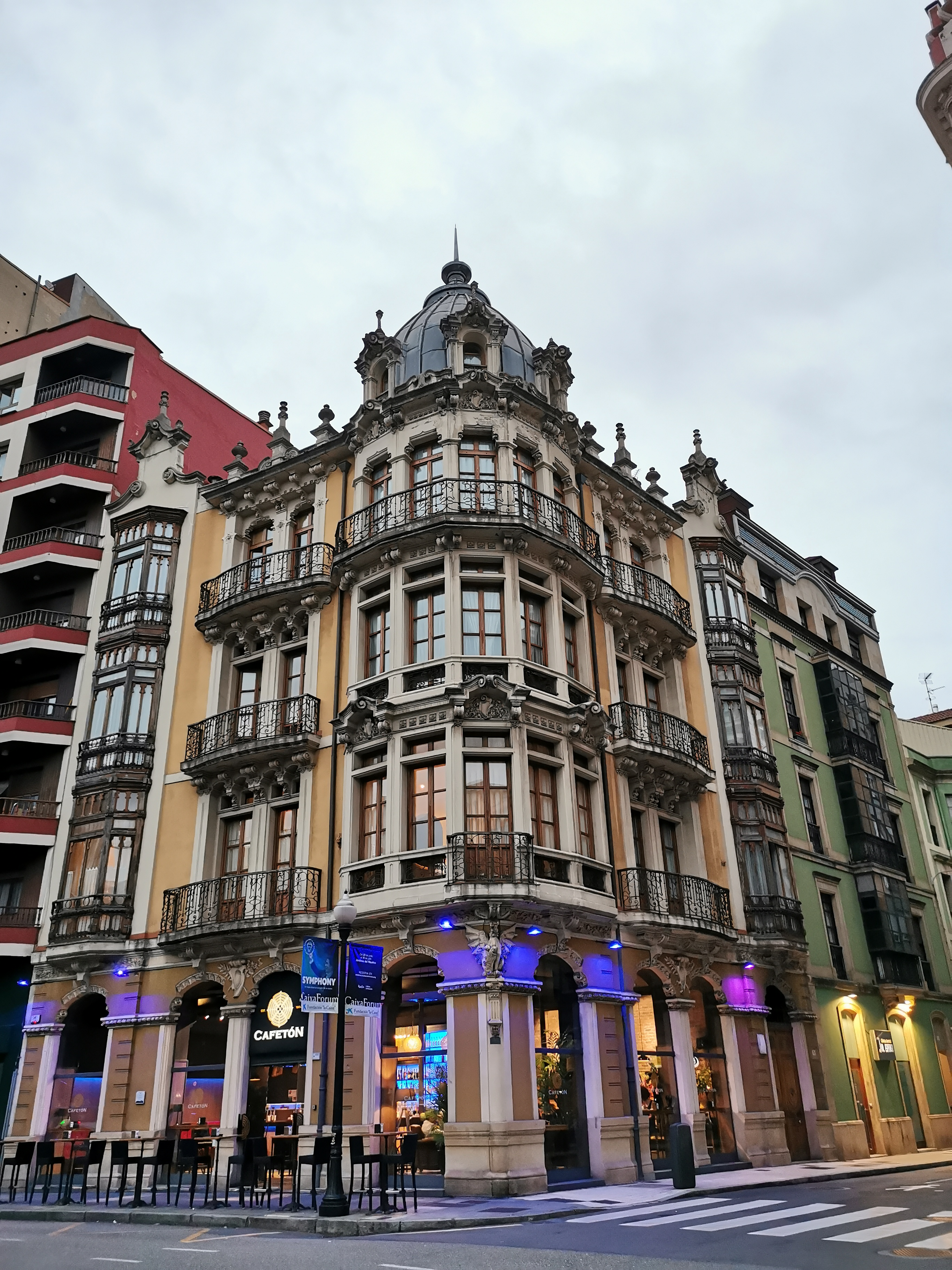
Edificio El Cafetón (Plaza de San Miguel, Gijón, 1903)
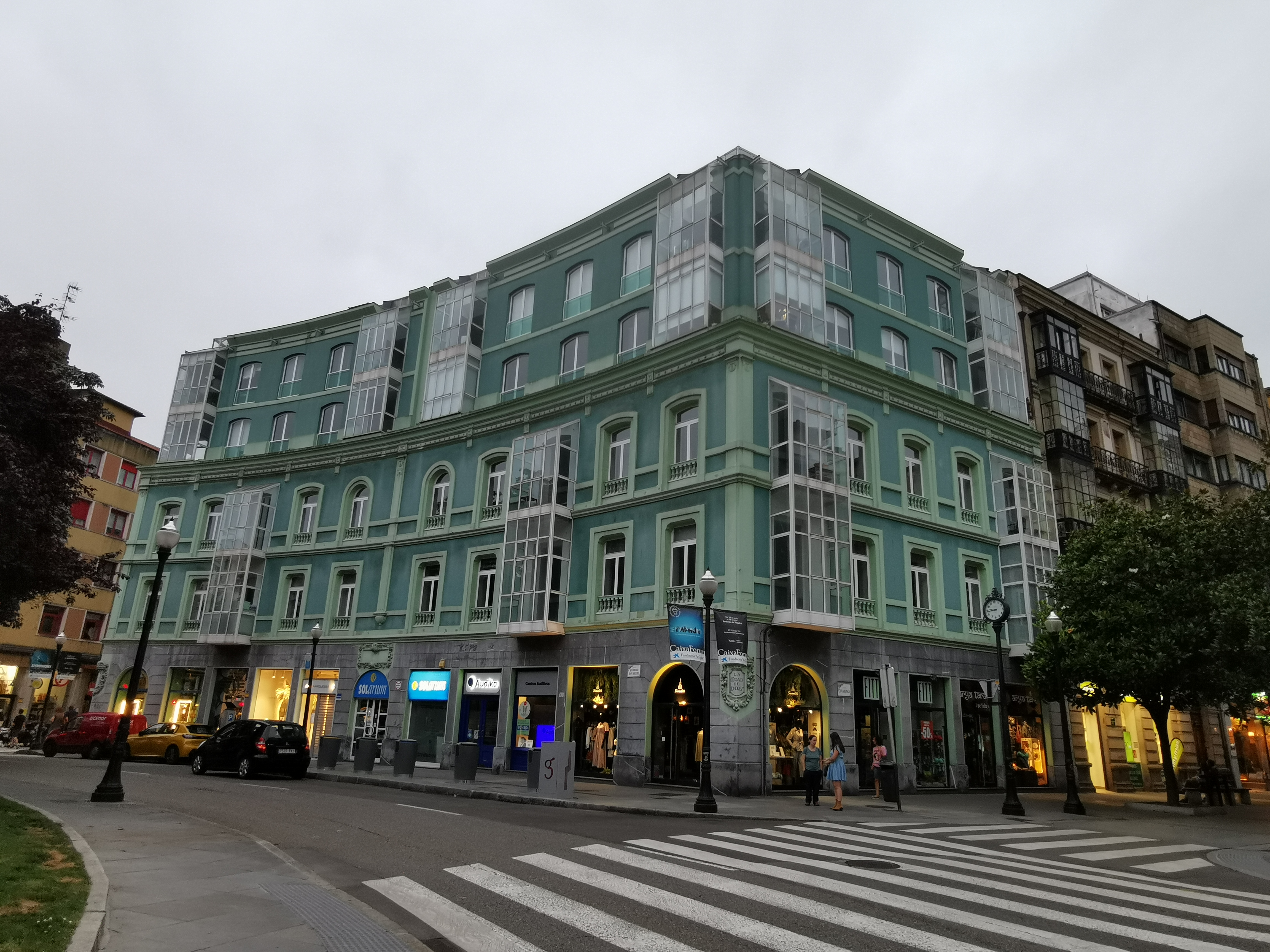
Almacenes Ciudad de Londres (Plaza de San Miguel, Gijón, 1903)
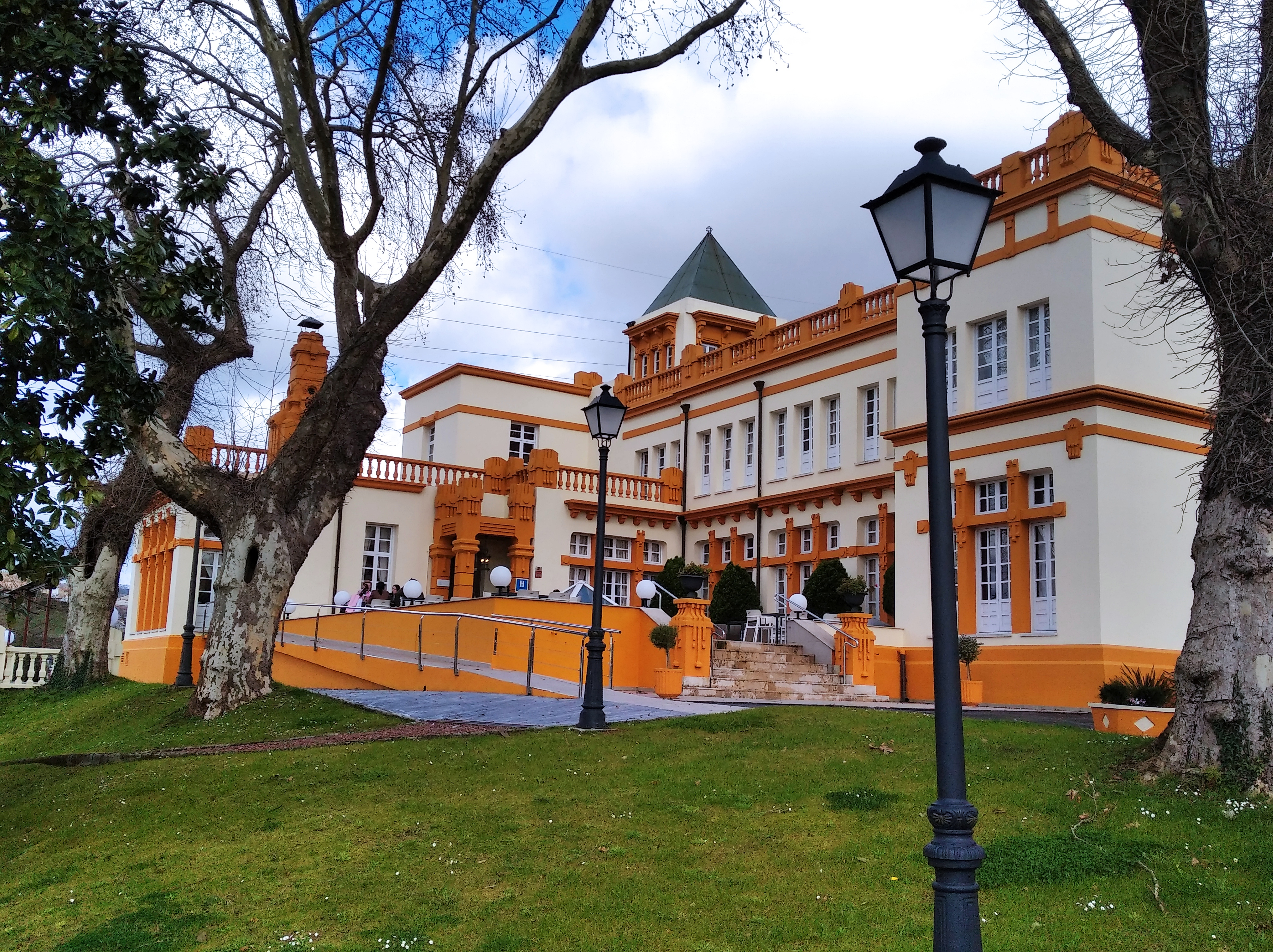
Hotel de ingenieros de Duro Felguera (La Felguera, 1906)
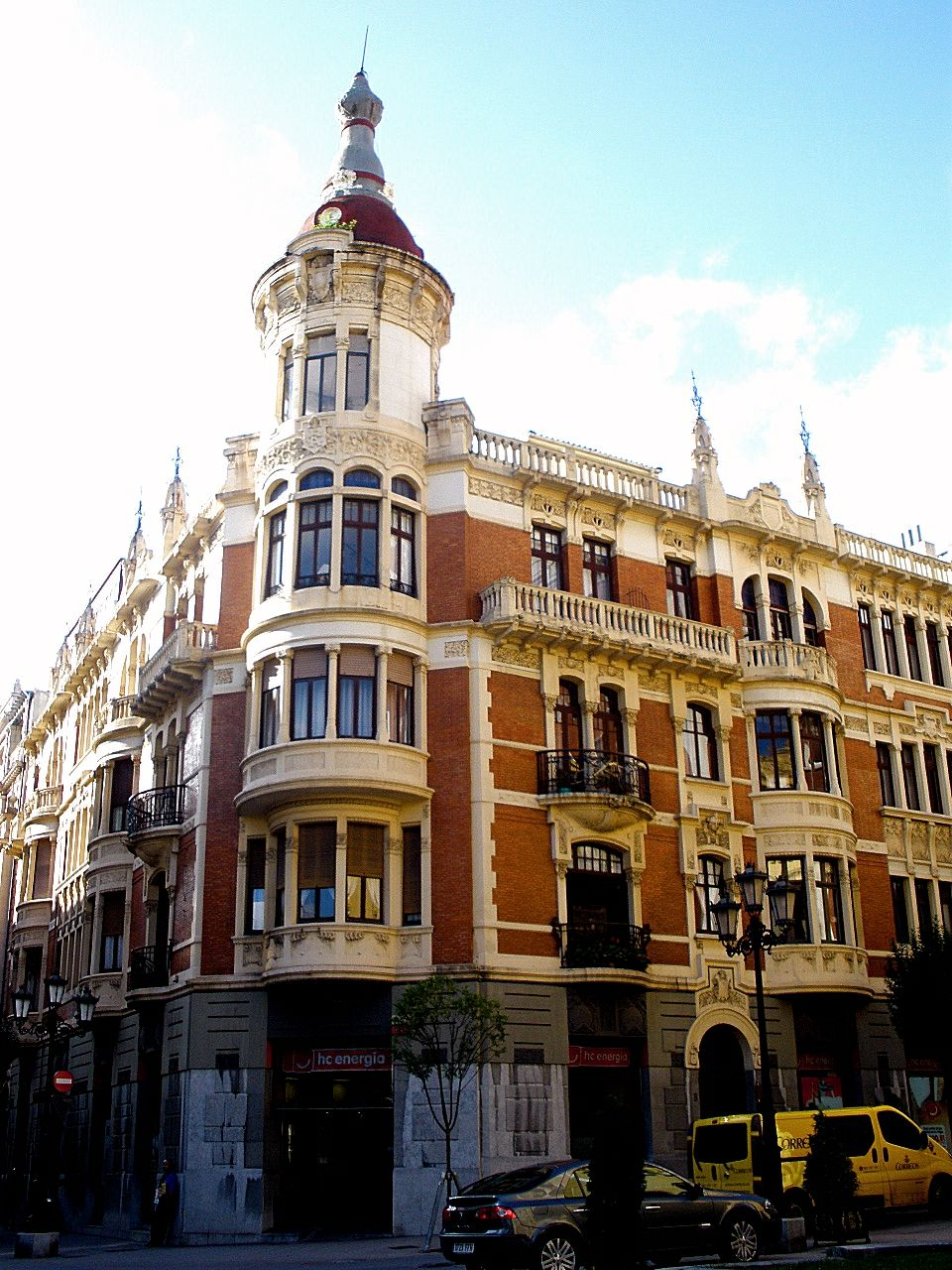
Casa Ricardo Cangas (Oviedo, 1908)
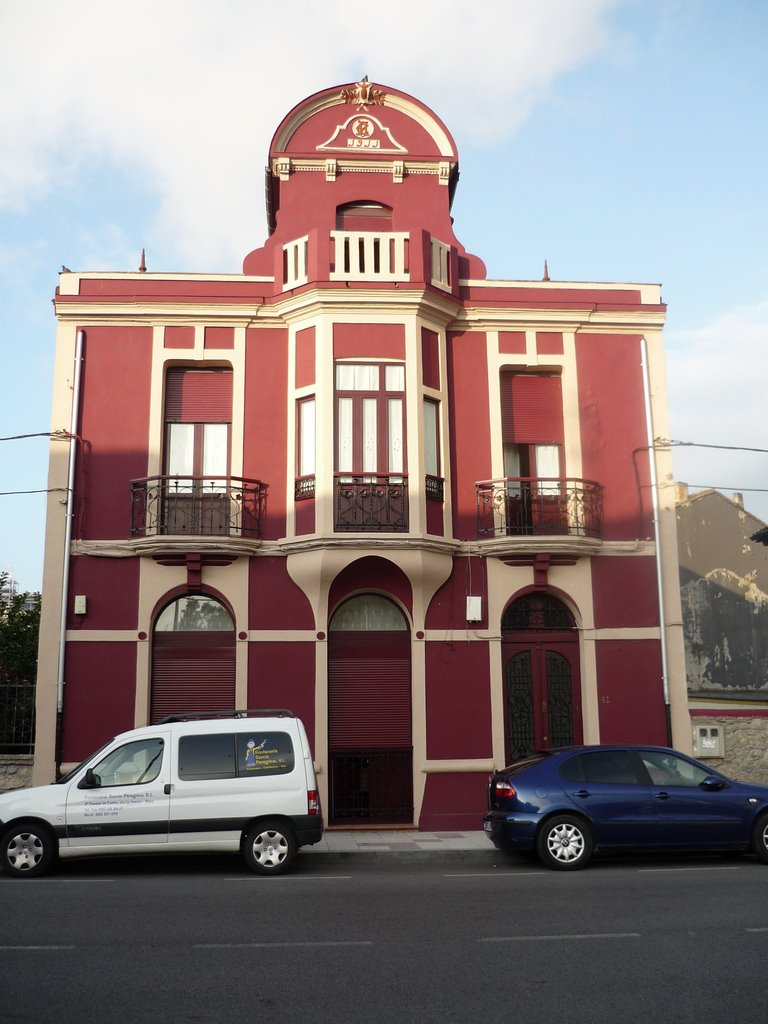
Casa en La Felguera (1911)
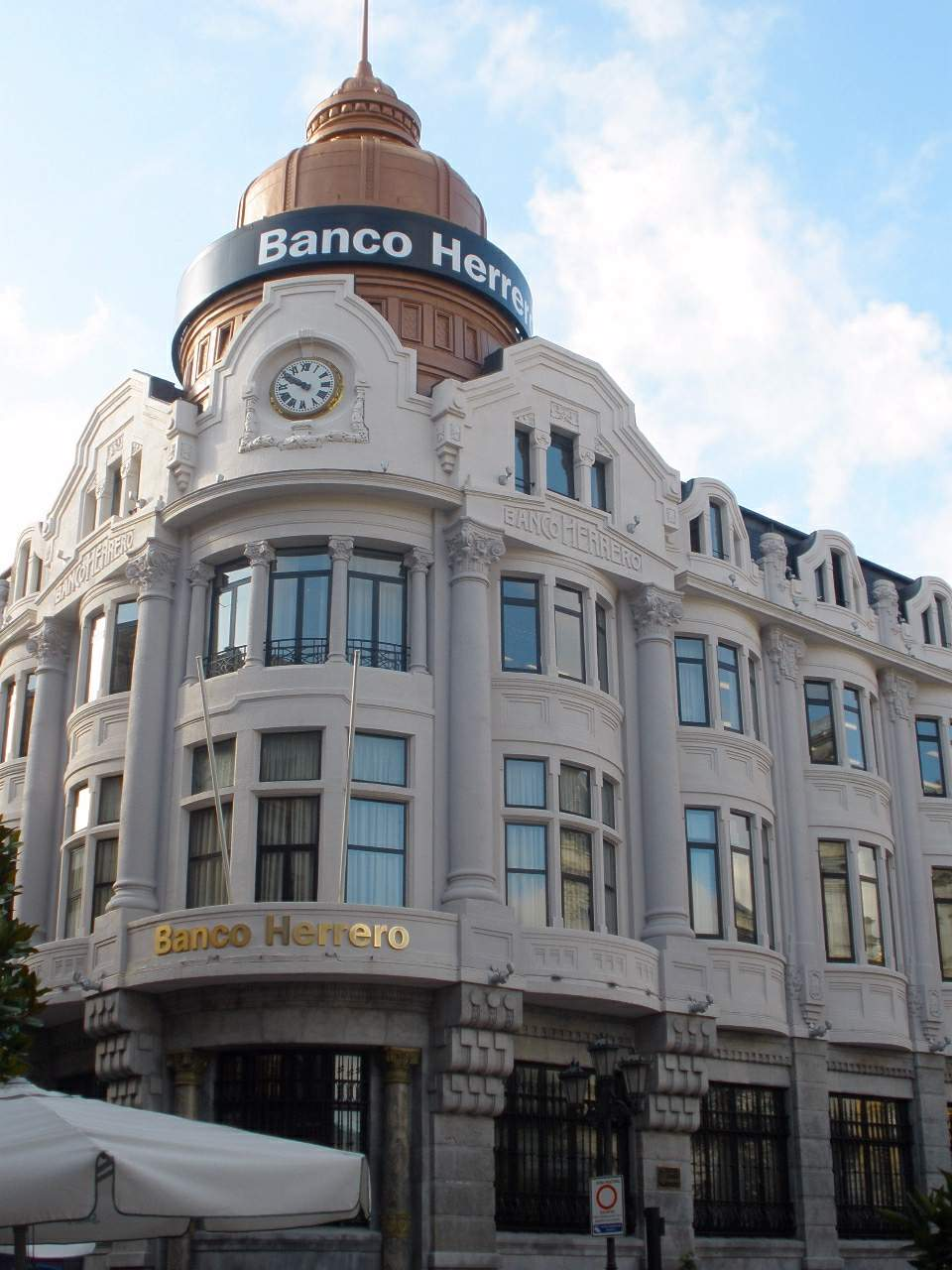
Banco Herrero (Oviedo, 1911)
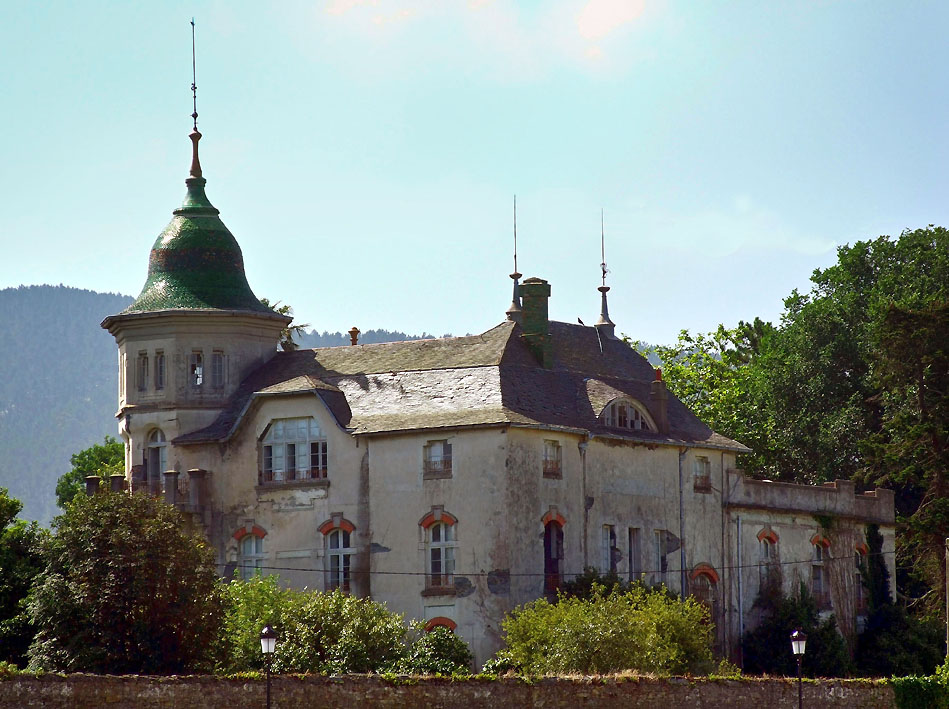
Villa Excélsior (Valdés, 1912)
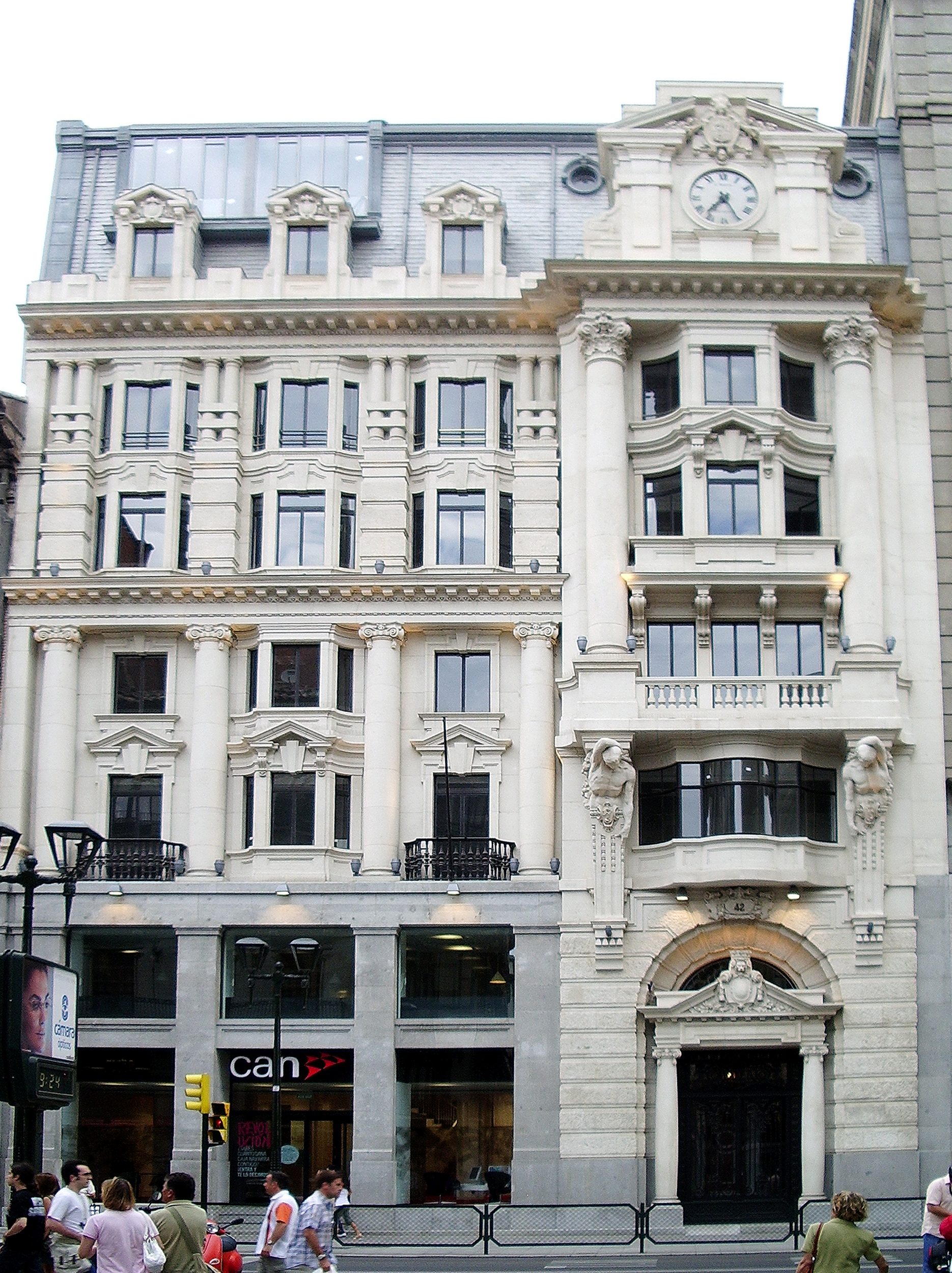
Banco de Aragón (Zaragoza, 1913)
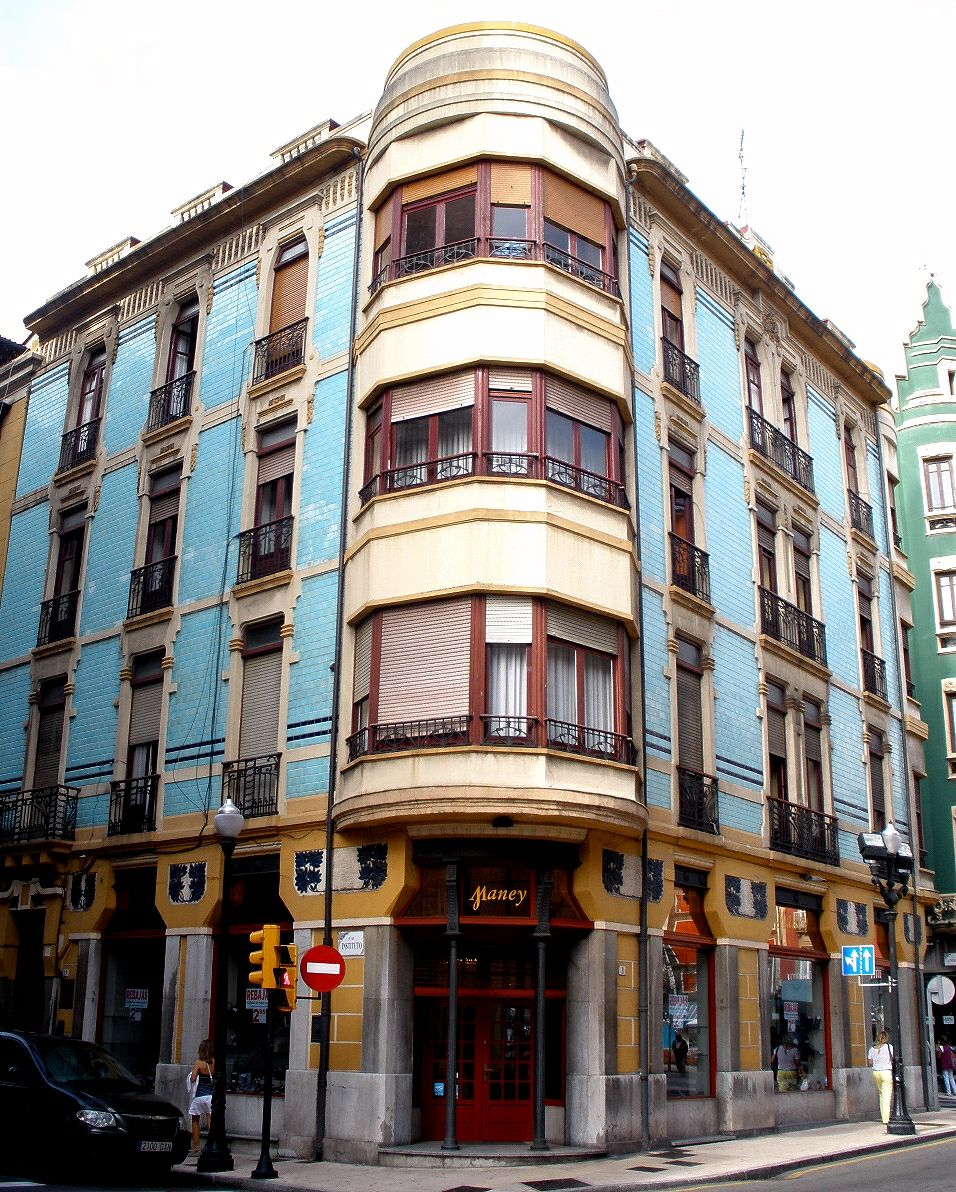
Calle del Instituto, 7 con calle Jovellanos (Gijón, 1913)
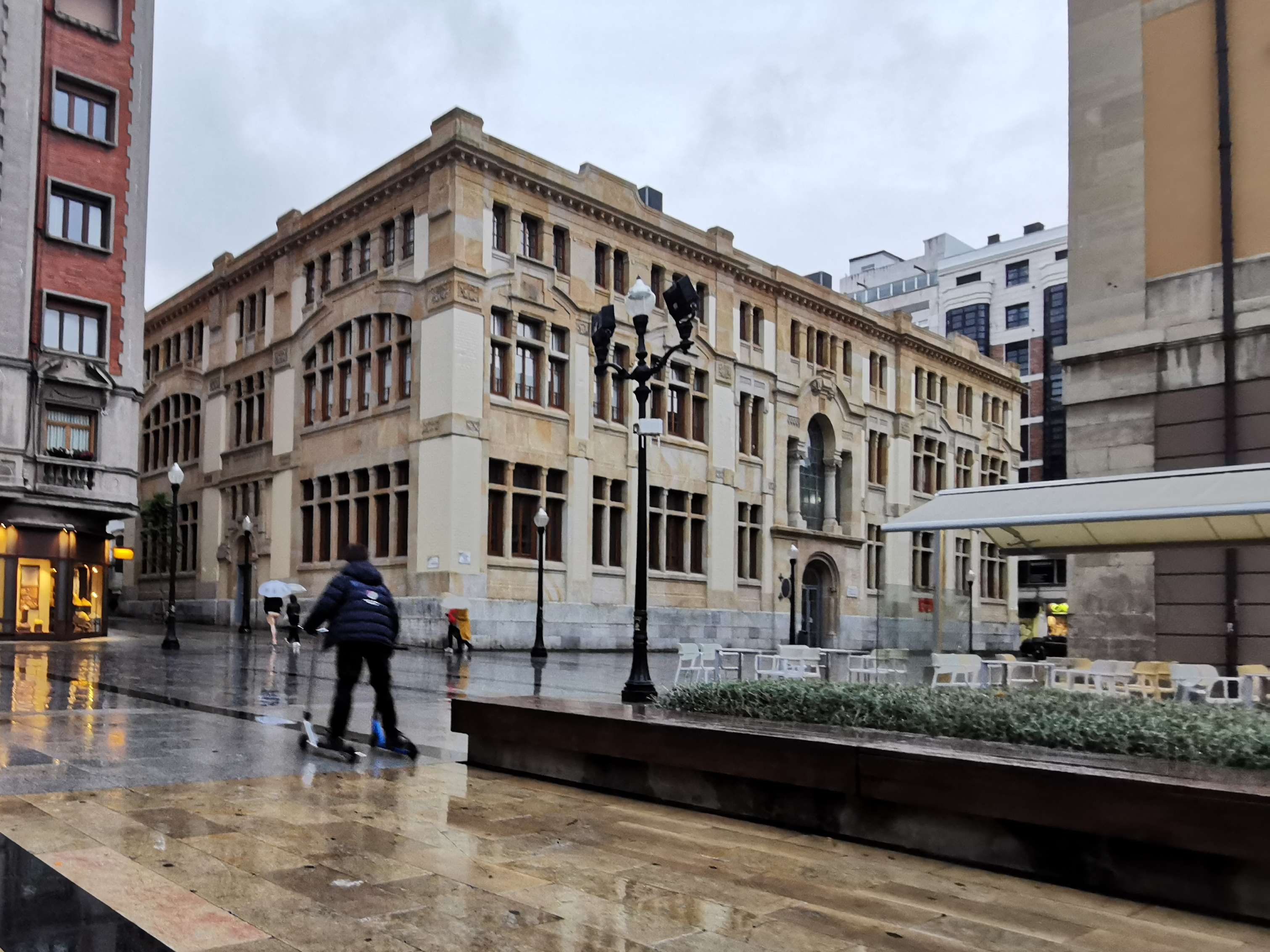
Antigua Escuela de Comercio (Gijón, 1915)
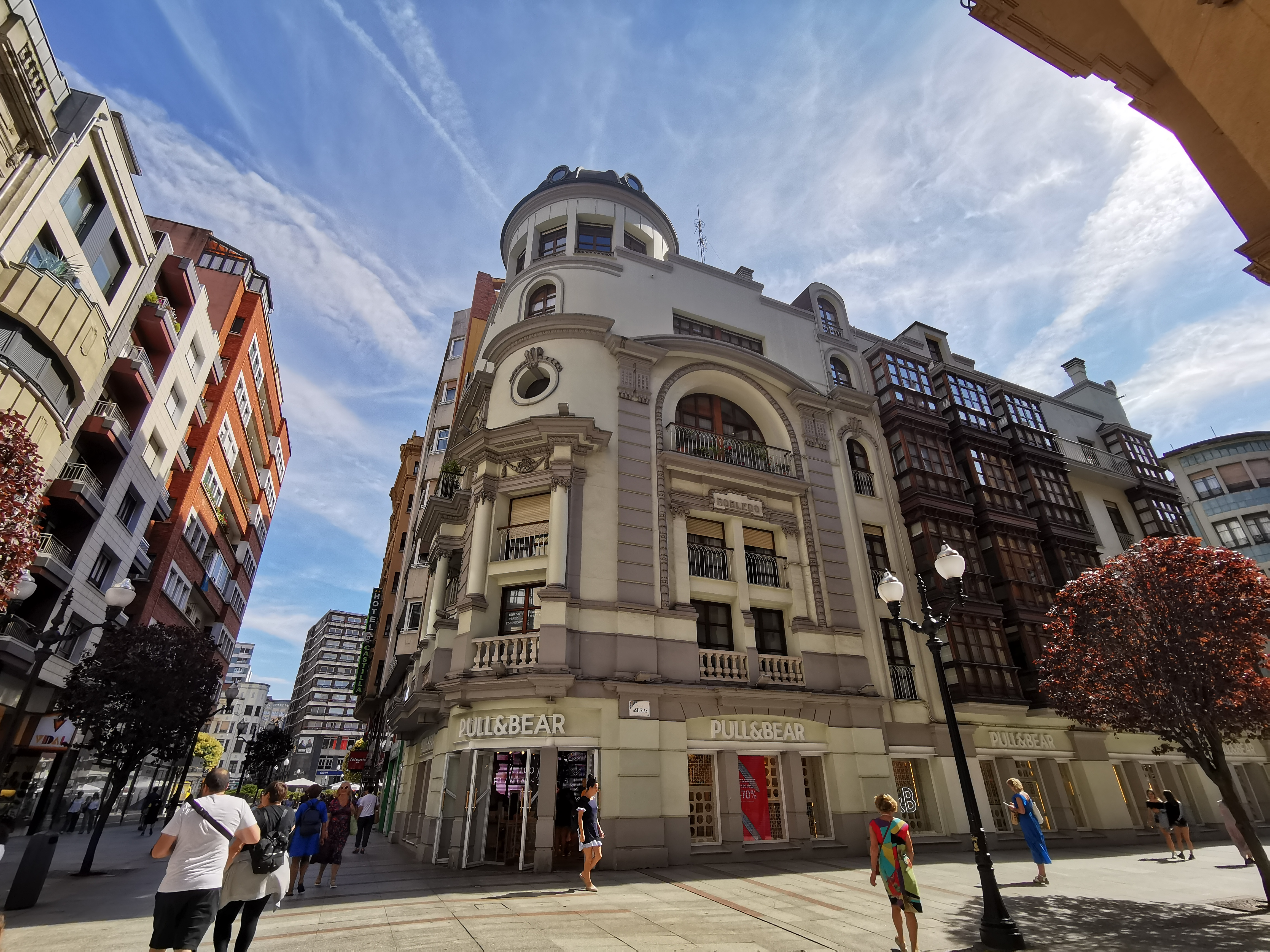
Antiguo cine Robledo (Calle Corrida, Gijón, 1917)
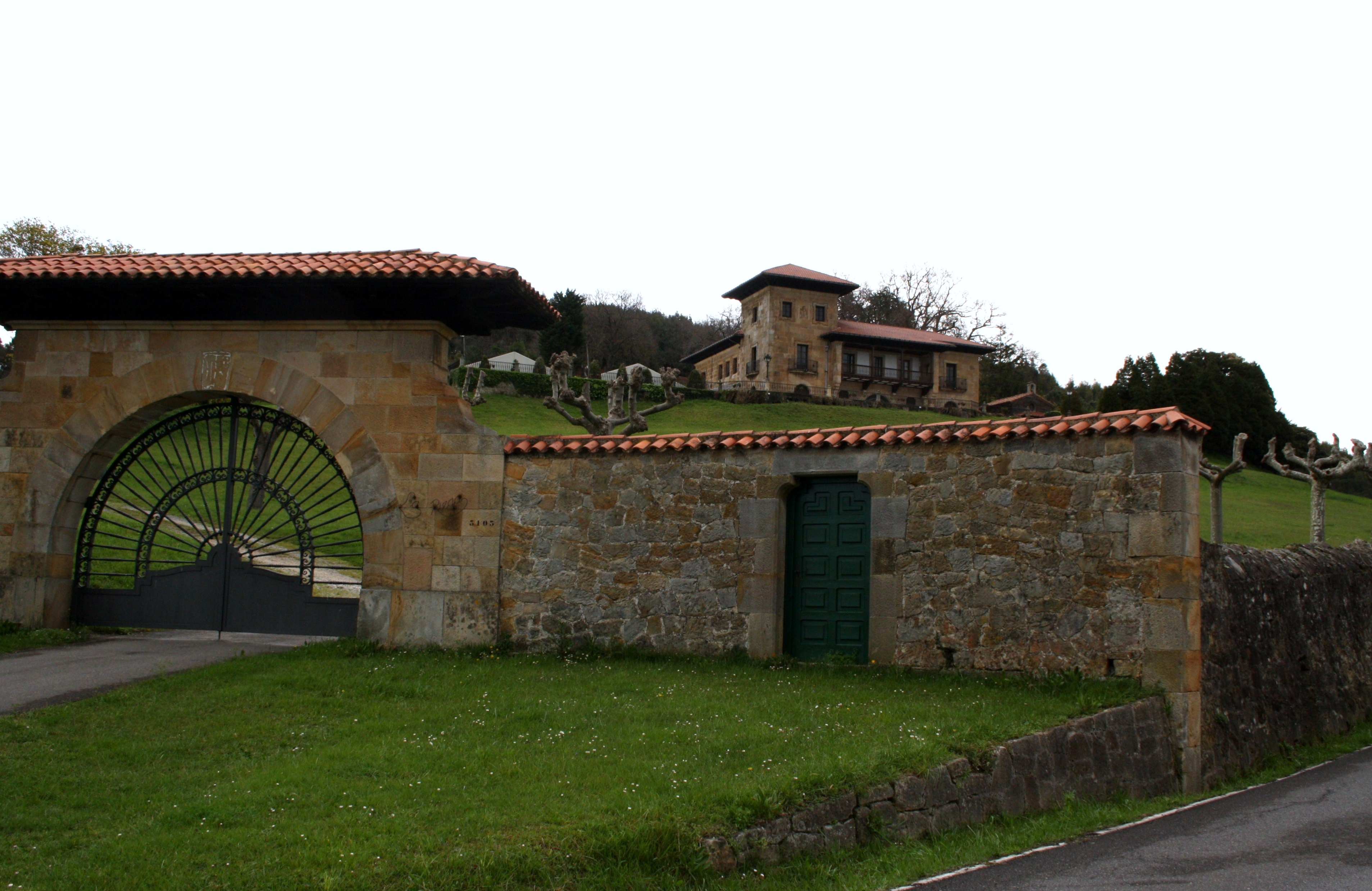
Palacio La Riega (Somió, 1919)
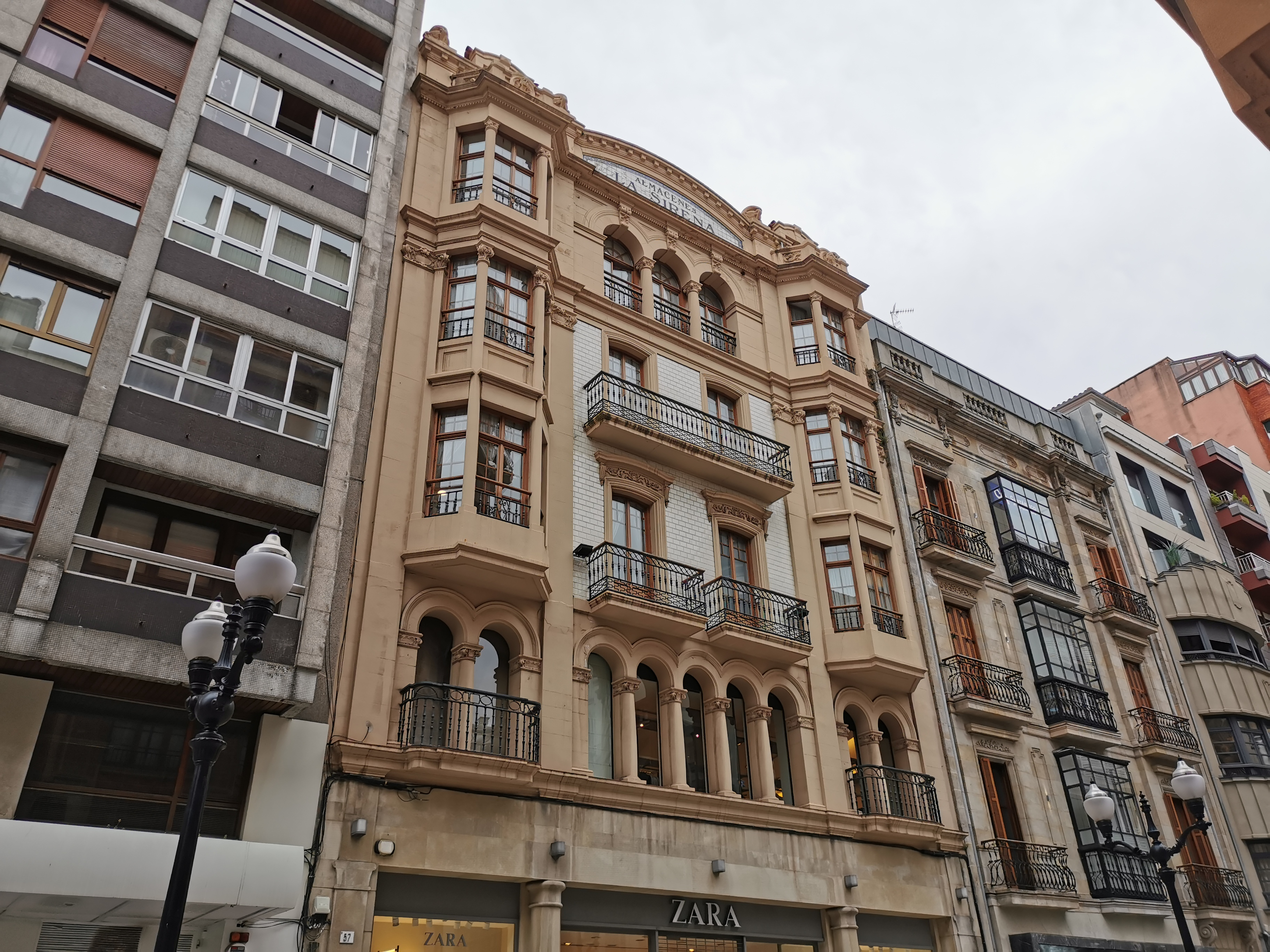
Almacenes la Sirena (Calle Corrida, Gijón, 1919)
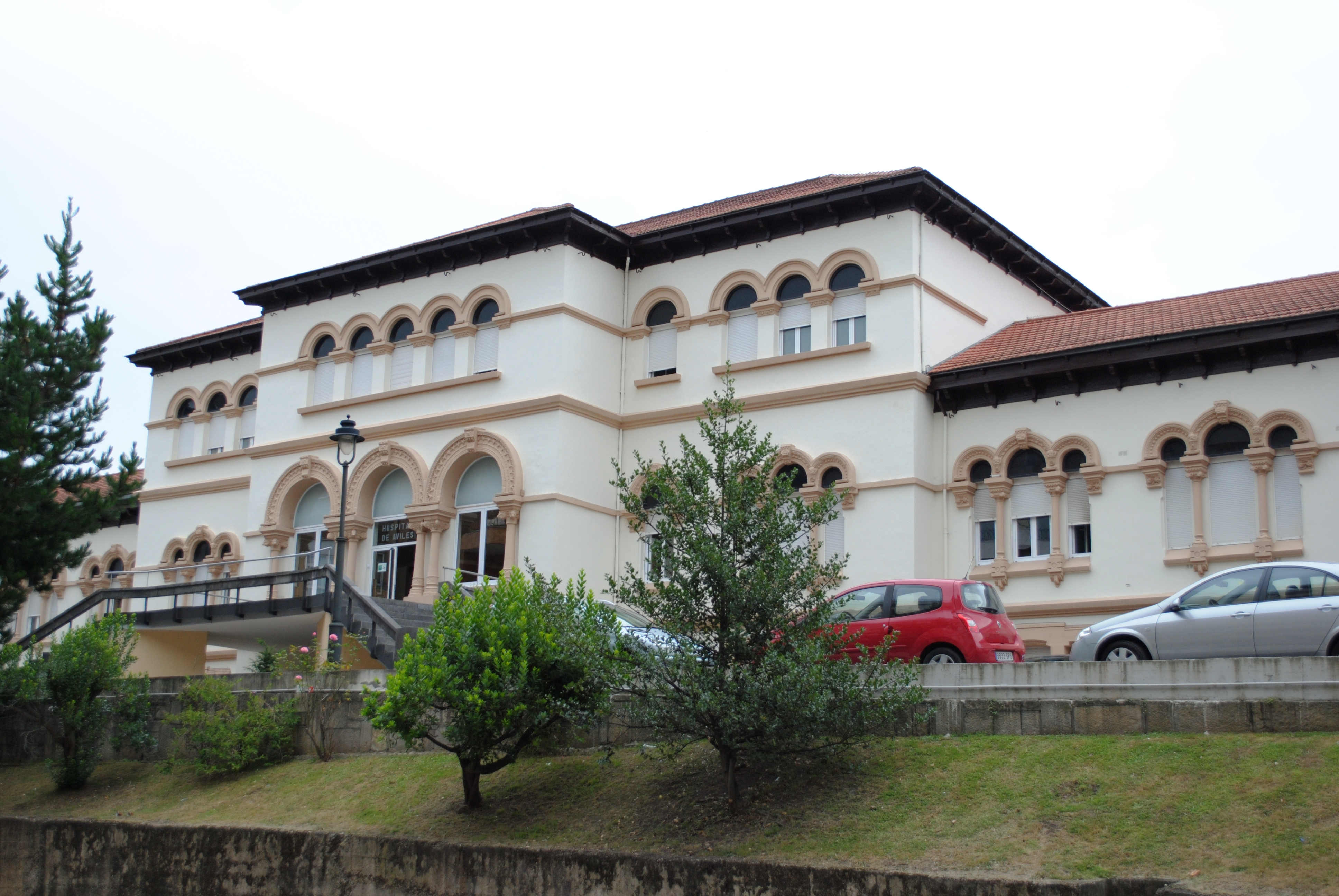
Hospital de Avilés (1920)
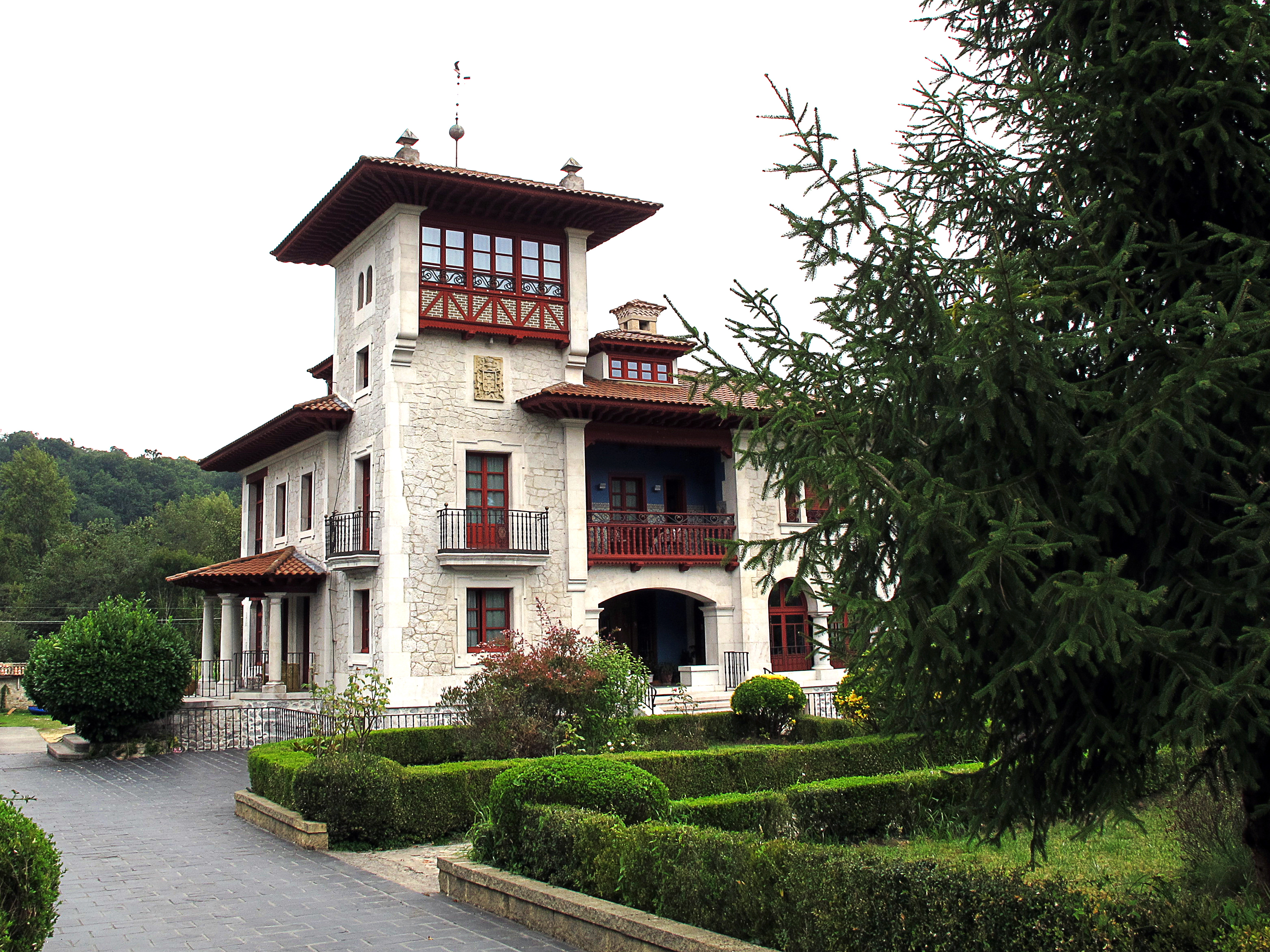
Villa Joaquina (Piloña, 1922)
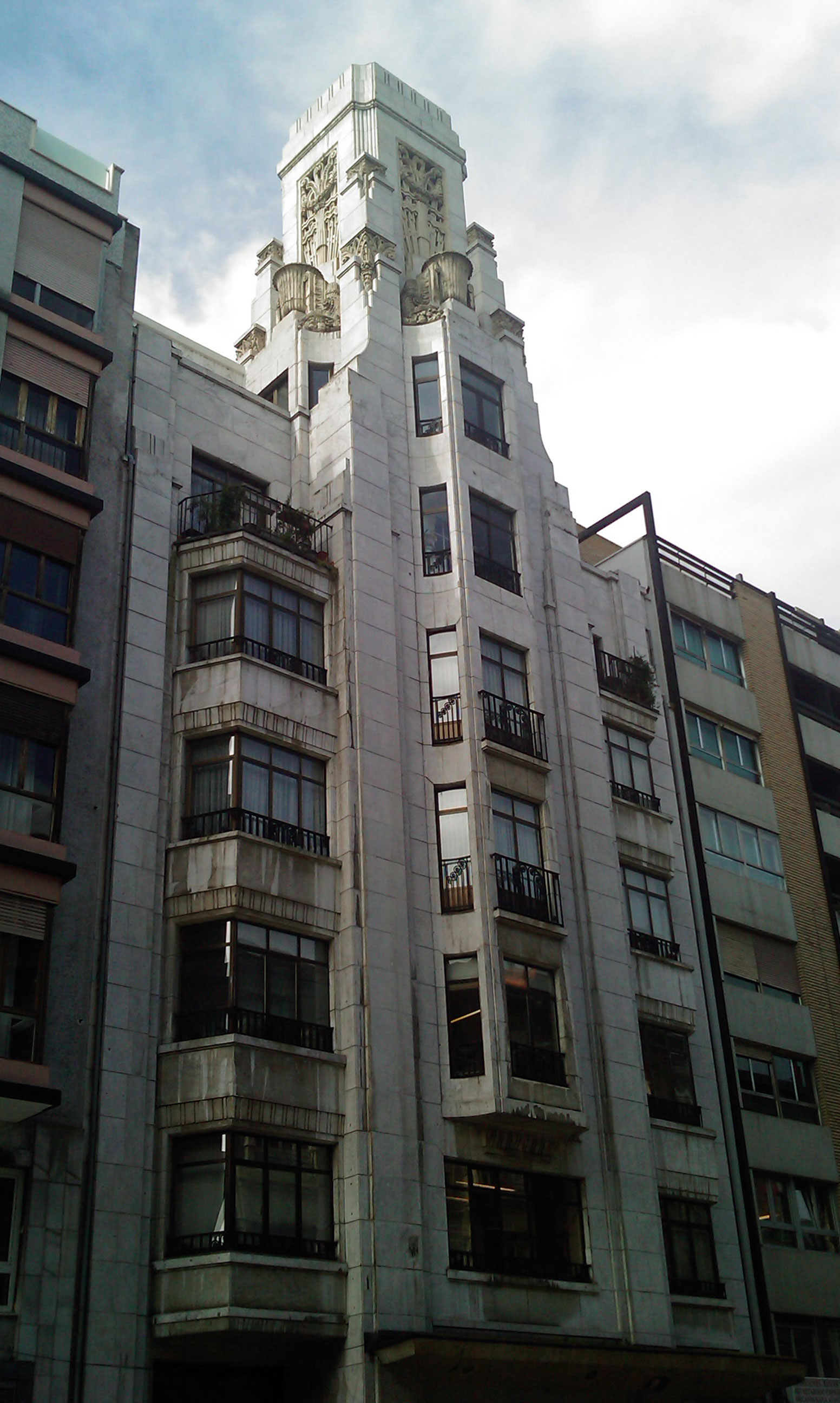
Casa Blanca (Oviedo, 1929)
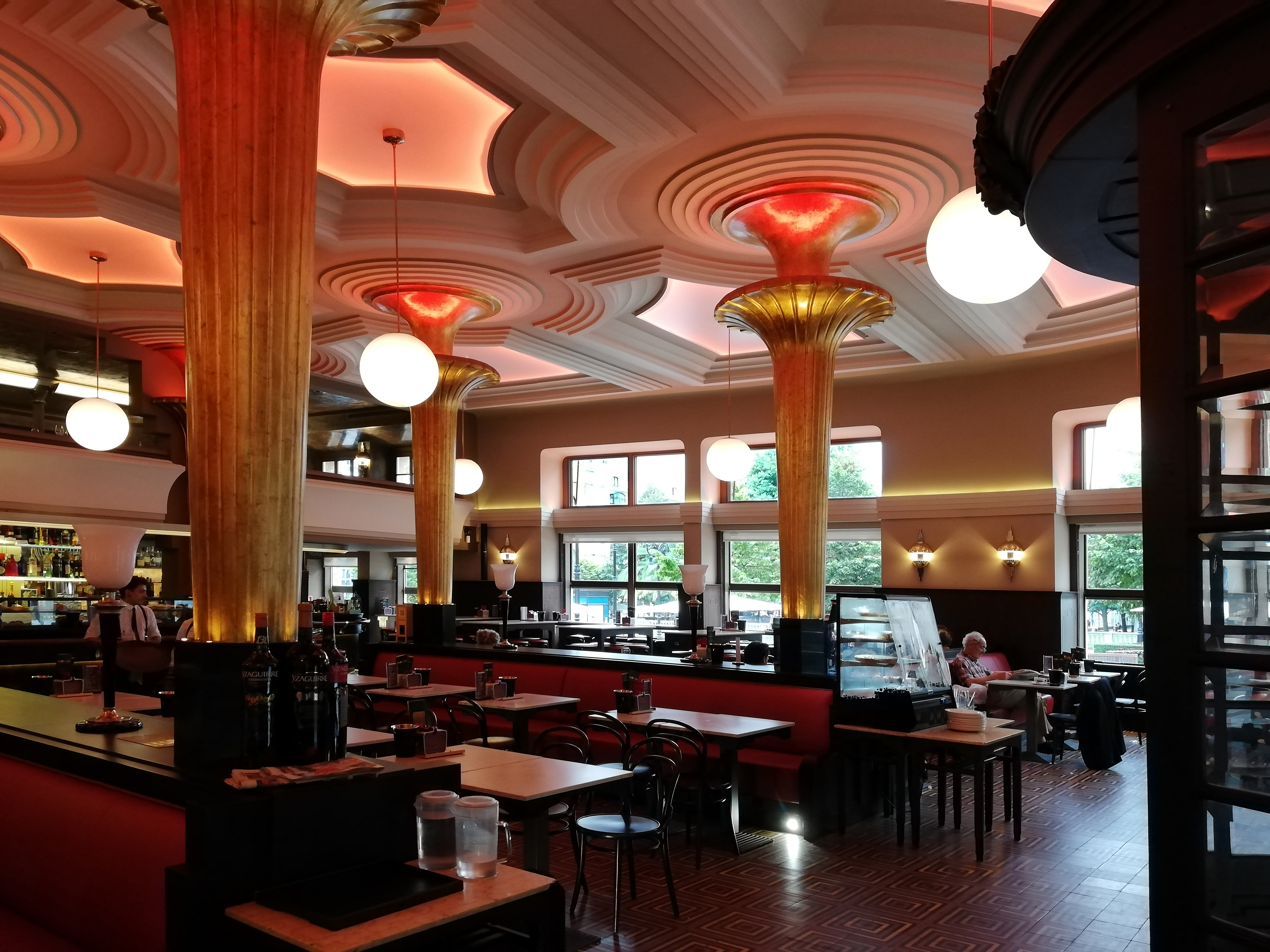
Interior del Café Dindurra (Paseo de Begoña, Gijón, 1931)
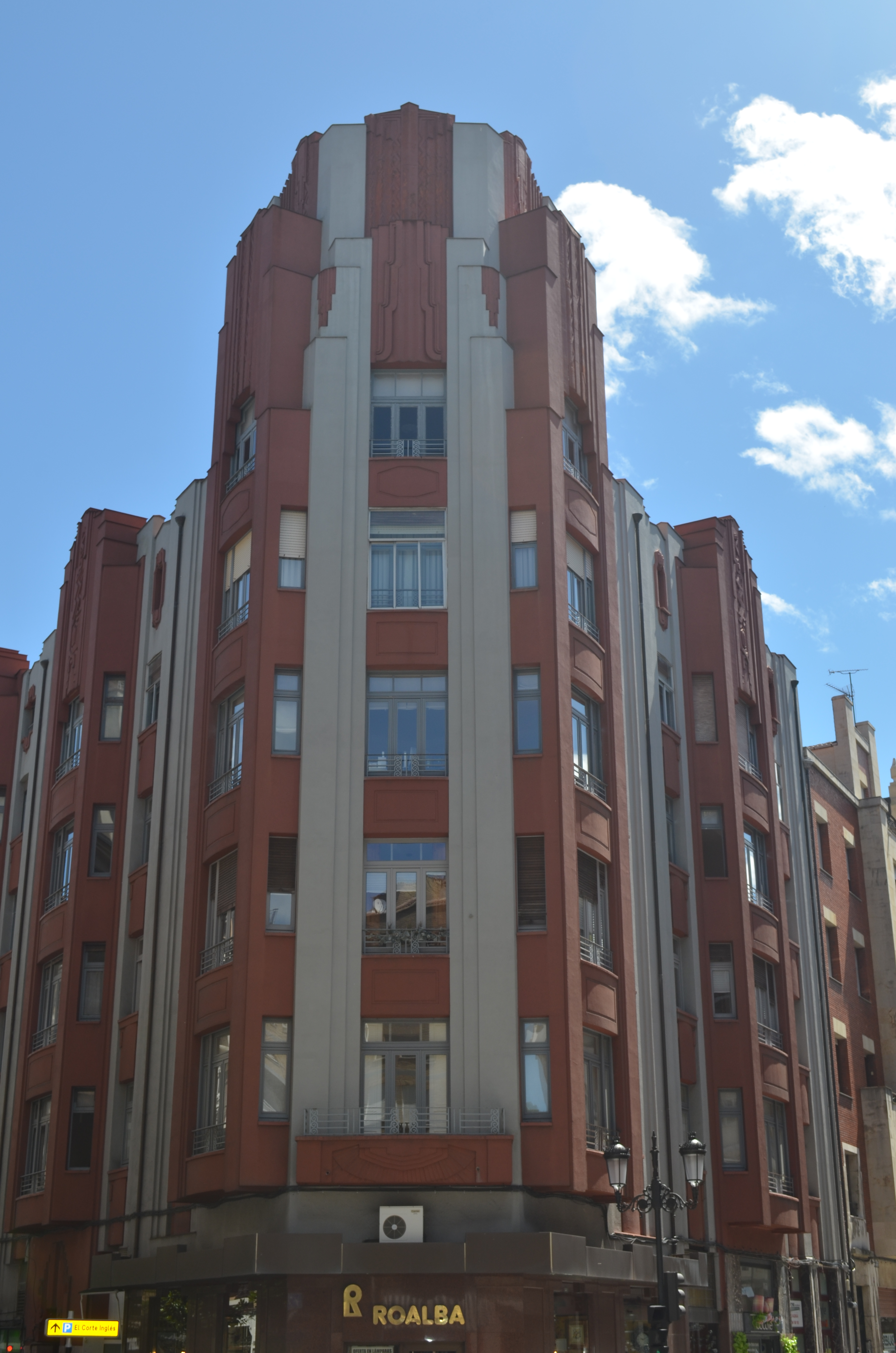
Casa Roja (Oviedo, 1931)
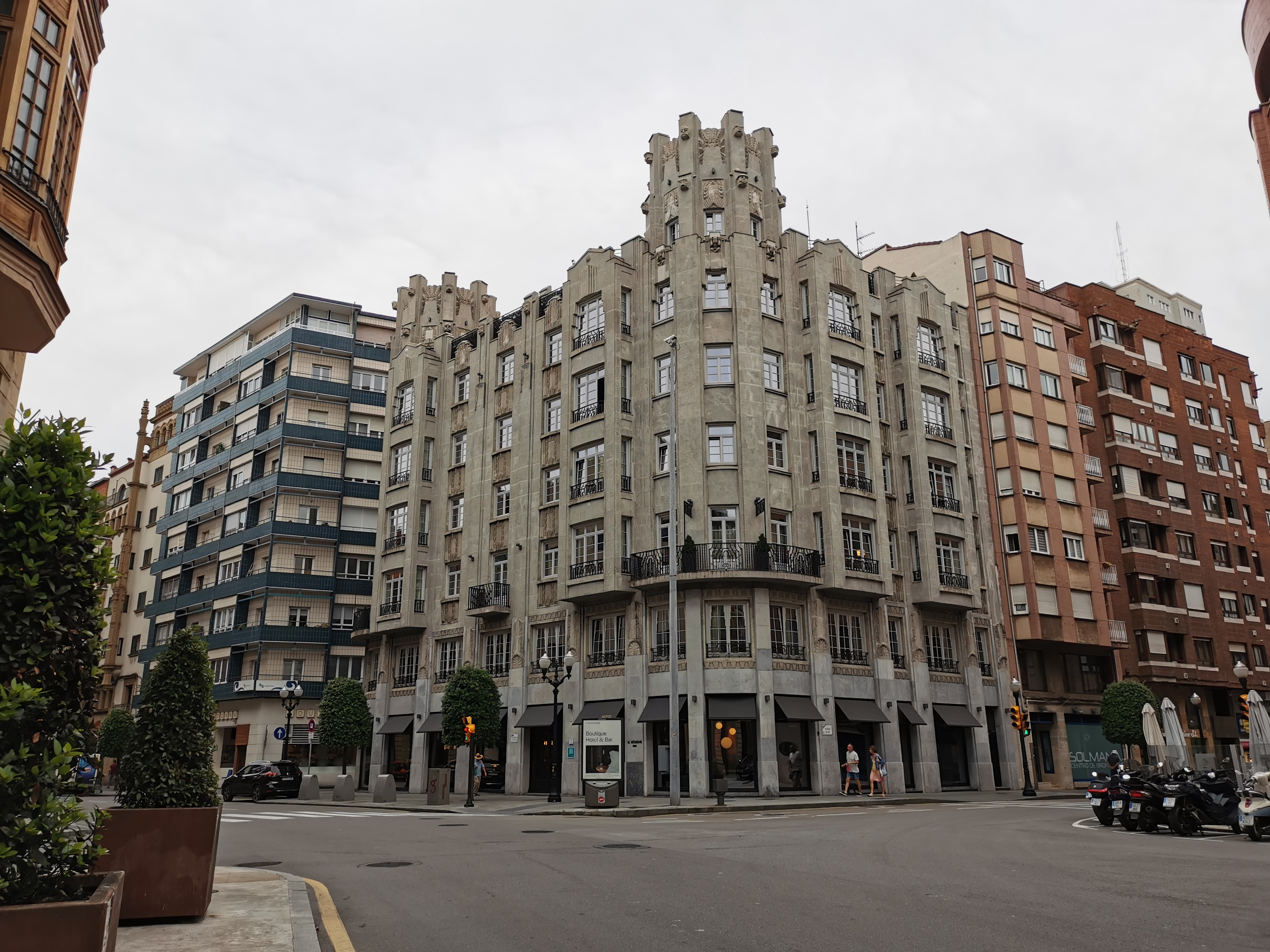
El Môderne Hotel (Gijón, 1931)
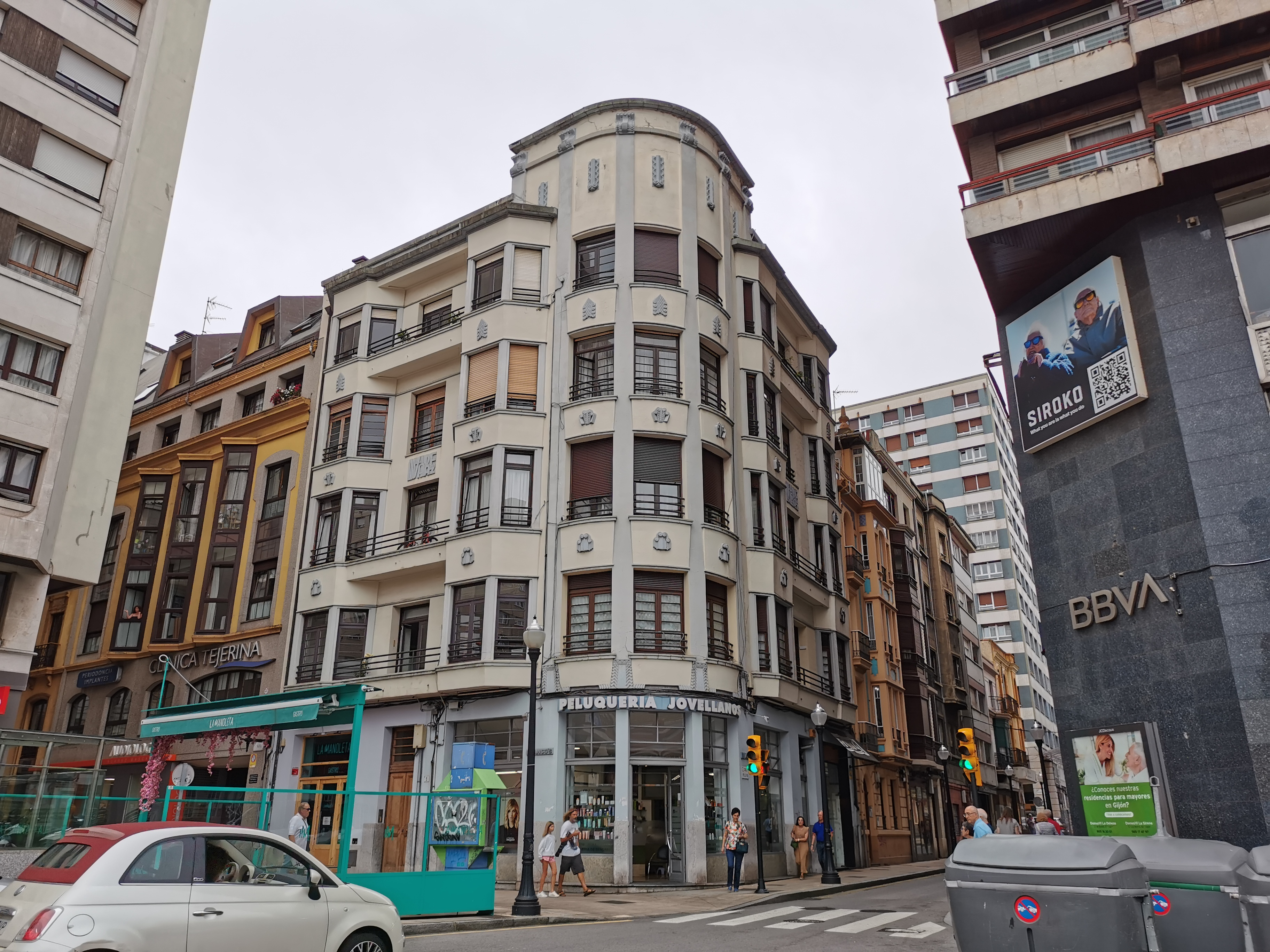
Plaza del Seis de Agosto, 5 (Gijón, 1931)
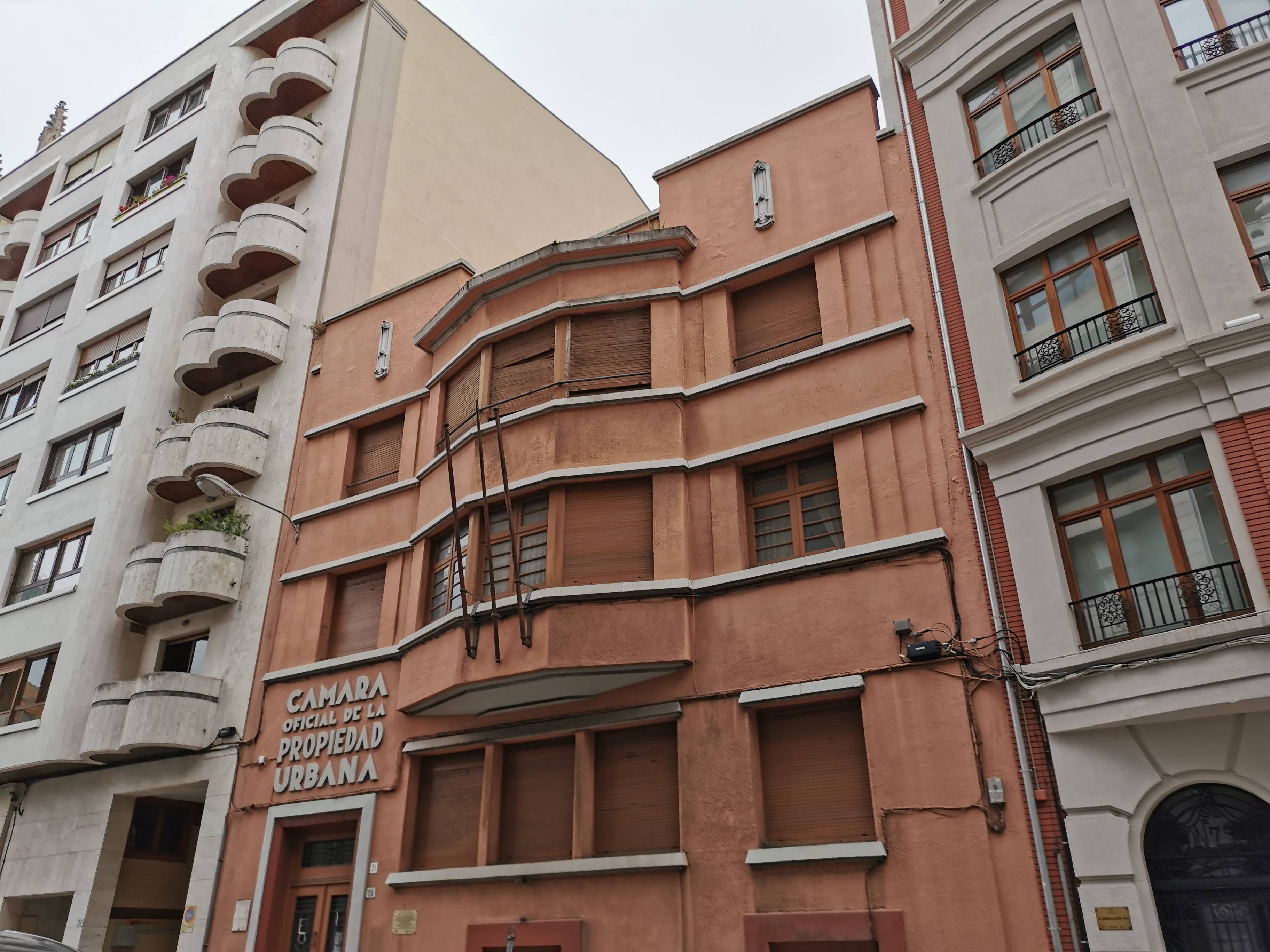
Cámara de la Propiedad (Gijón, 1932)
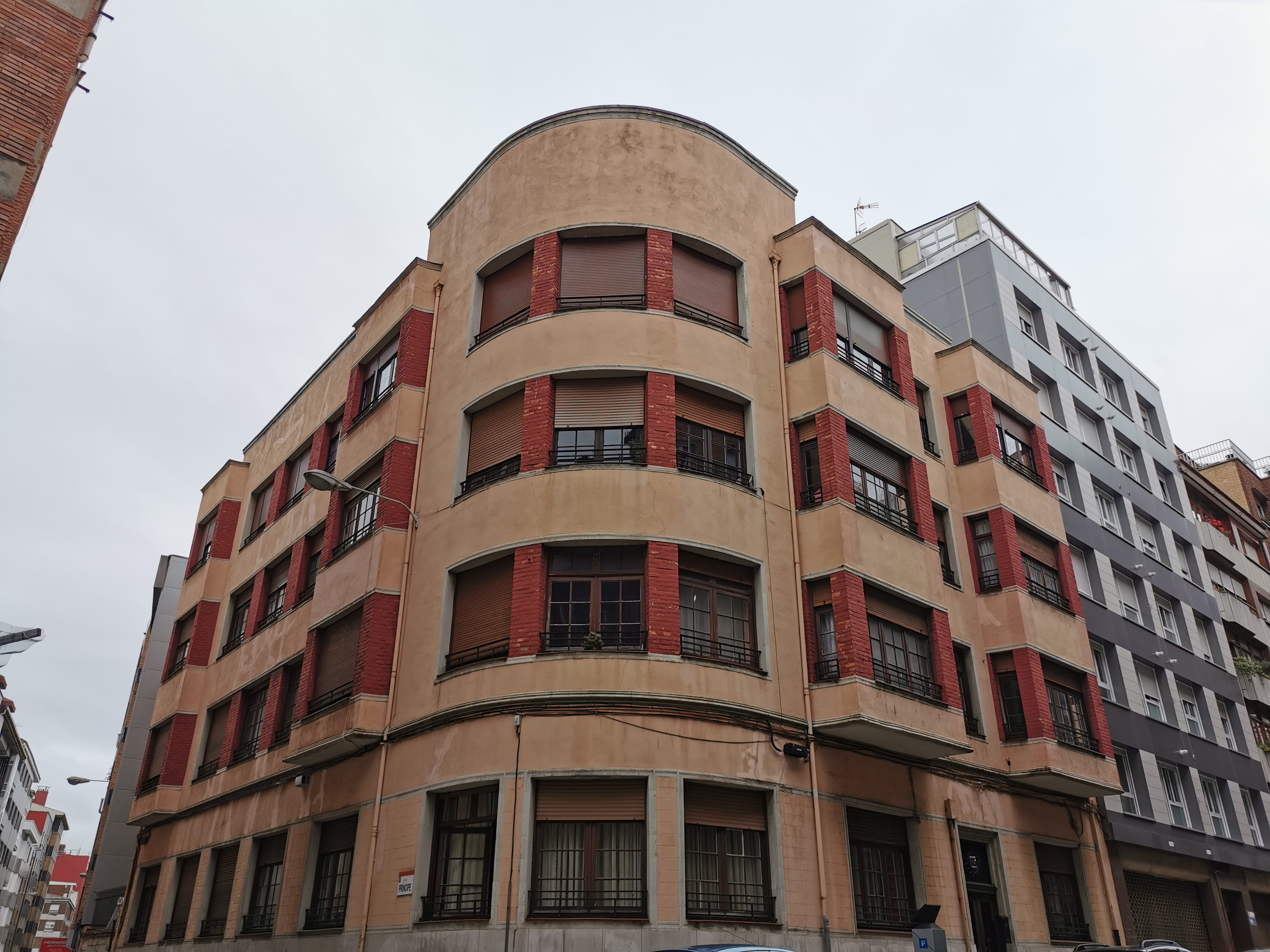
Edificio calle Cabrales, 65 (Gijón, 1932)
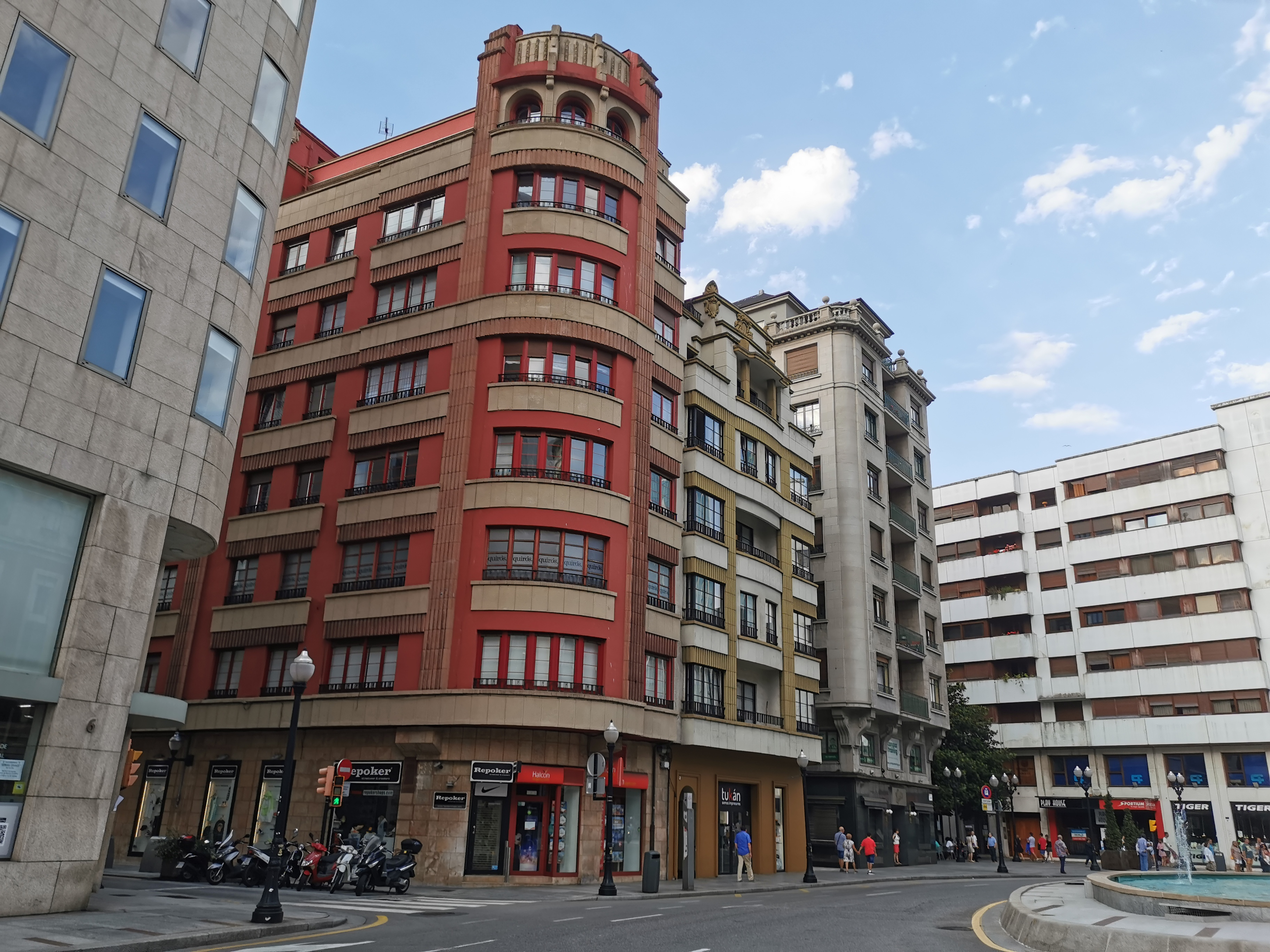
Edificios en la plaza del Carmen (Gijón, 1940)
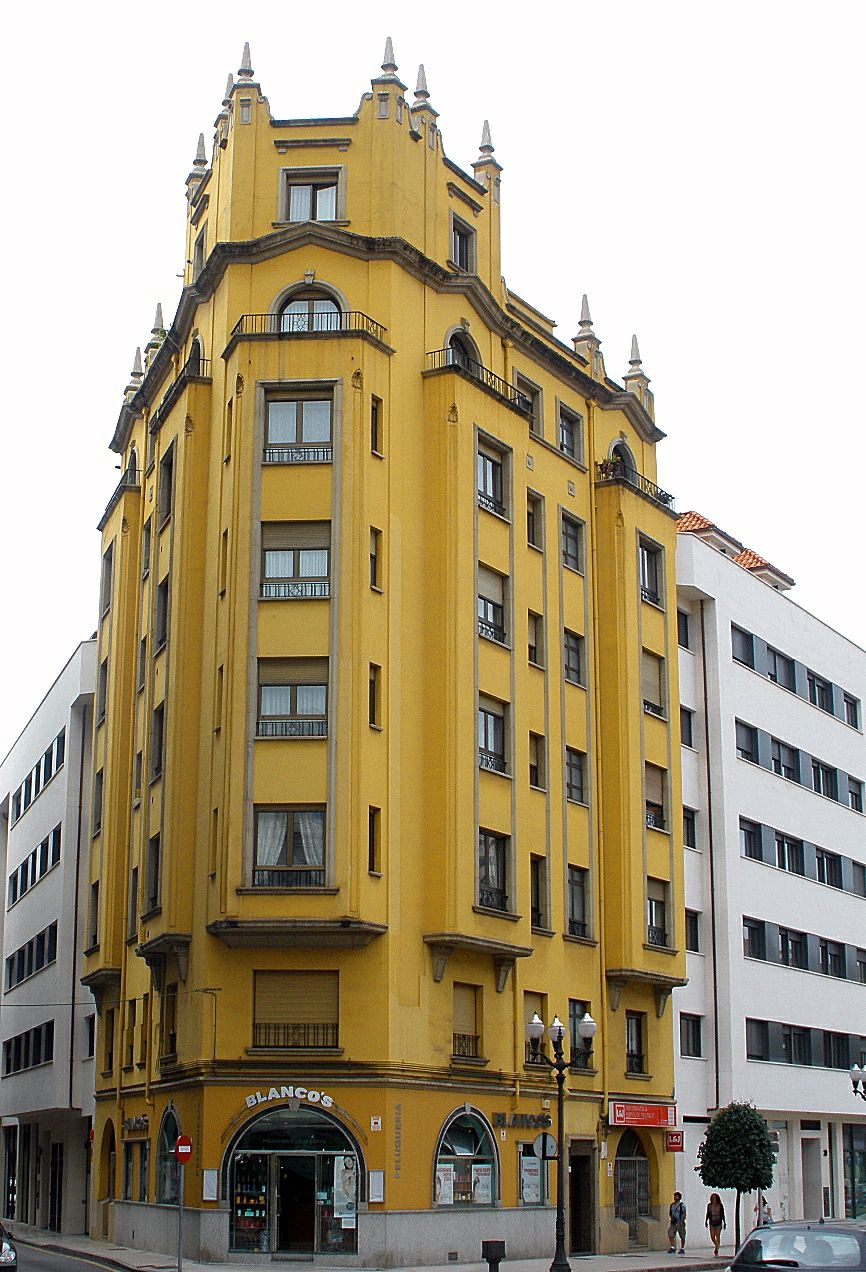
Avenida de la Costa, 22 (Gijón, 1940)
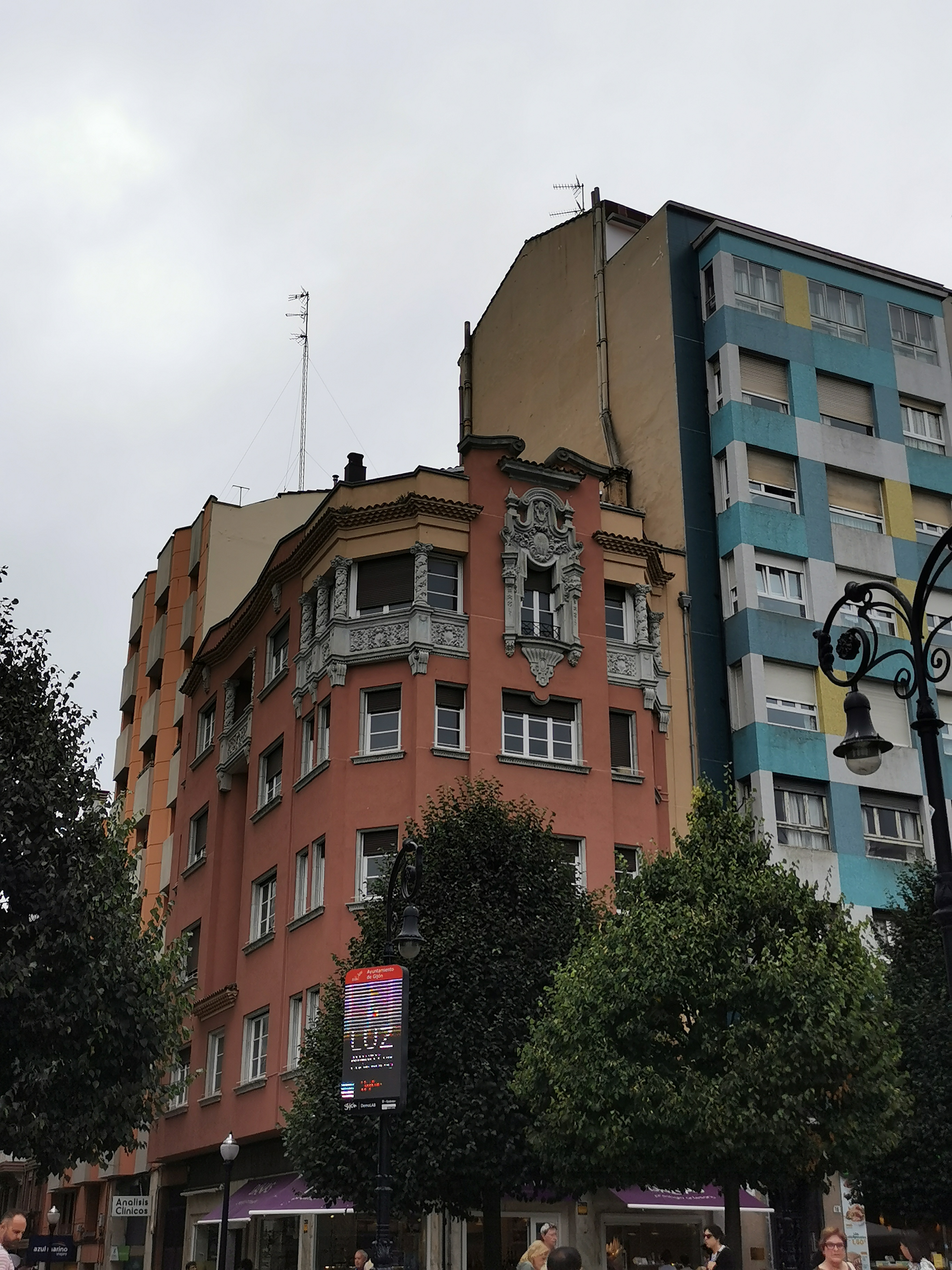
Edificio Paseo de Begoña (Gijón, 1941)
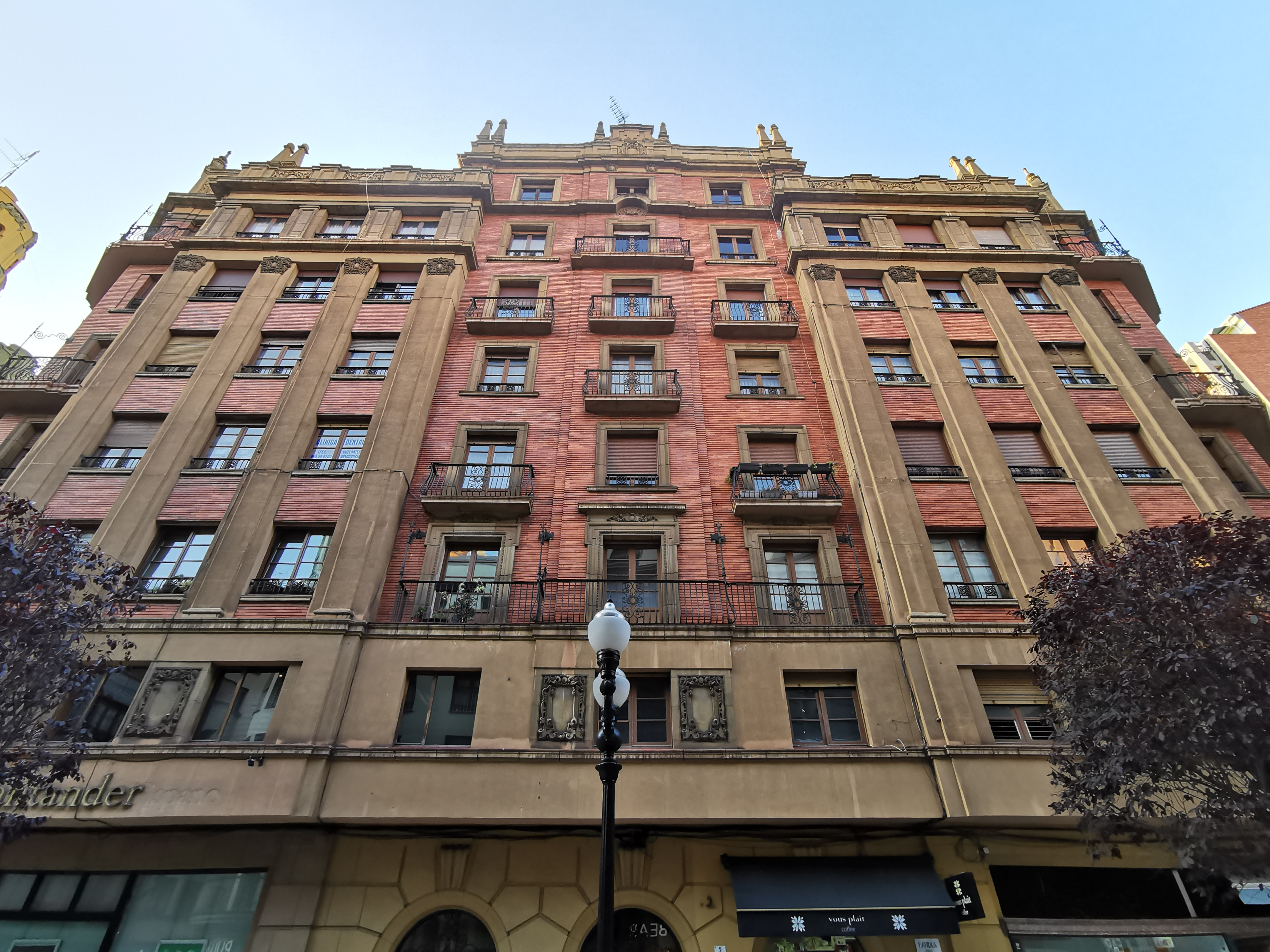
Edificio calle Asturias, 2 (Gijón, 1942)
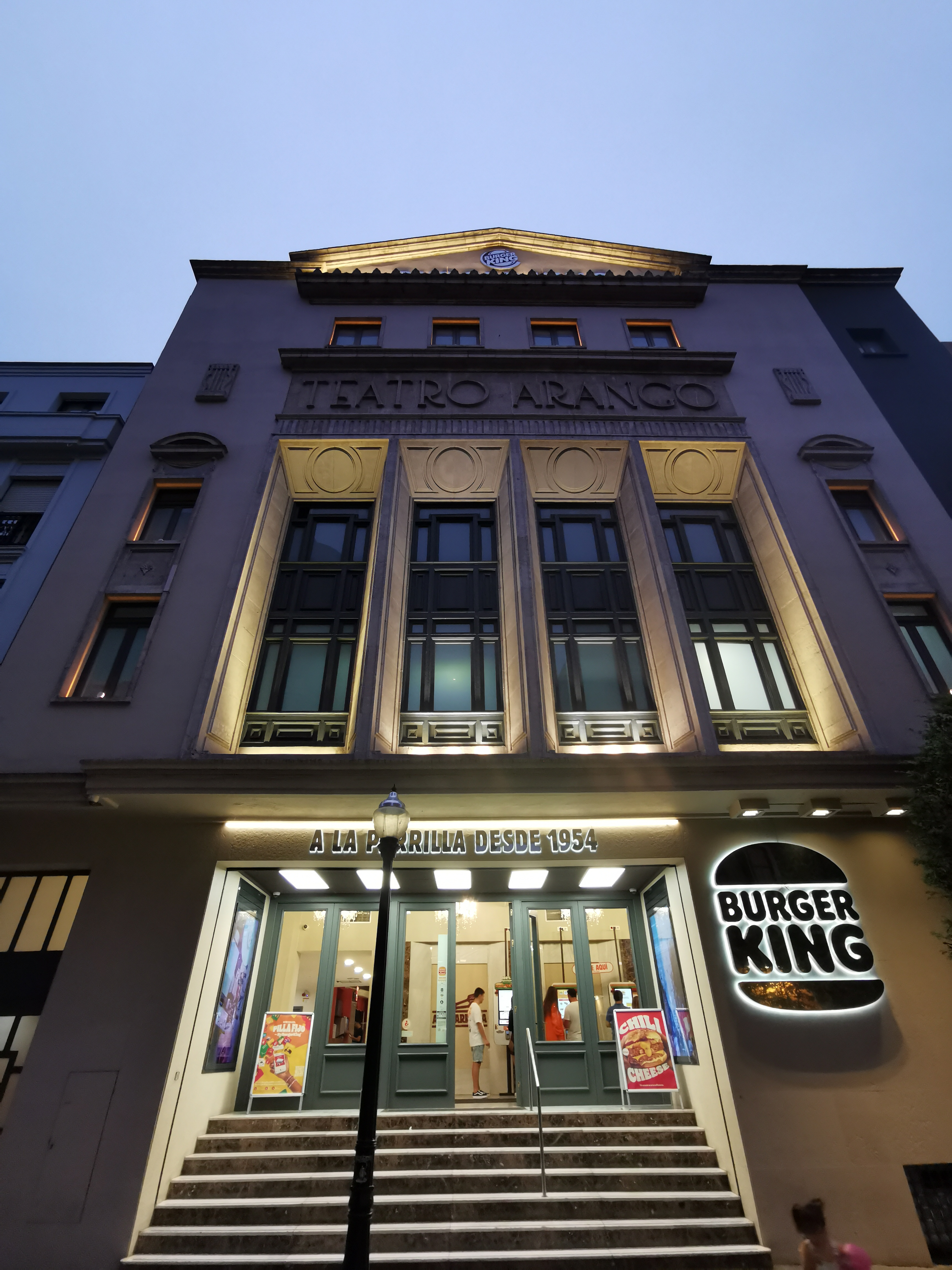
Teatro Arango (Gijón, 1946)